# Nhà Lê sơ

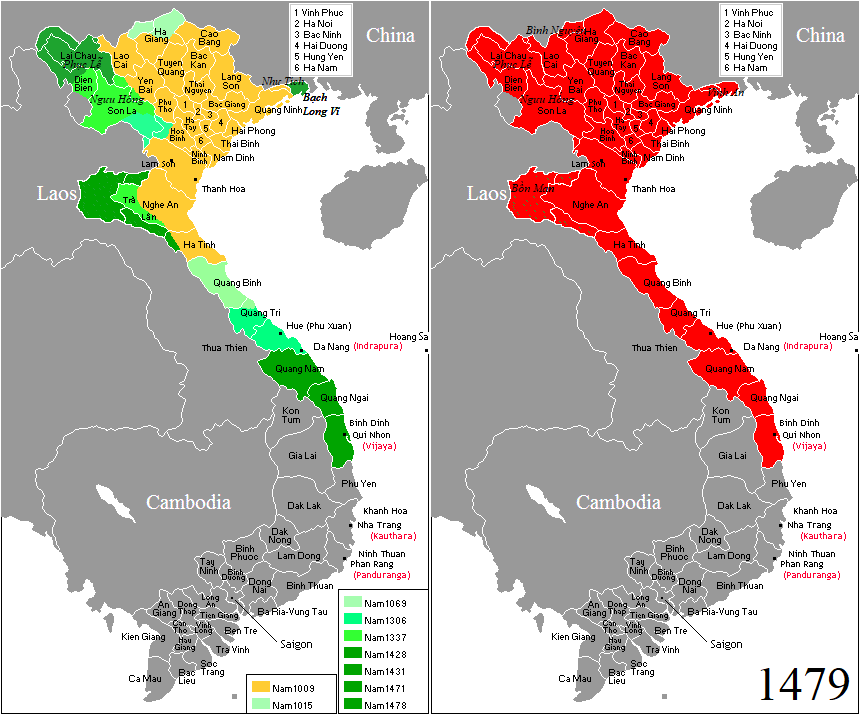
Lãnh thổ Việt Nam thời nhà Lê sơ (1428-1527).

Nhà Lê sơ (chữ Nôm: 茹黎初 chữ Hán: 黎初朝, Hán Việt: Lê sơ triều) là giai đoạn đầu của triều đại quân chủ nhà Hậu Lê. Đây là thời kỳ mà chế độ quân chủ chuyên chế tập quyền trong lịch sử Việt Nam lần đầu tiên đạt đến đỉnh cao của sự phát triển cũng như suy thoái của nó. Nhà Lê sơ được thành lập sau khi Lê Lợi phát động Khởi nghĩa Lam Sơn đánh bại nhà Minh. Ông đổi tên Giao Chỉ (交阯), vốn tồn tại trong thời gian nội thuộc nhà Minh, trở về Đại Việt (大越), quốc hiệu có từ đời Lý Thánh Tông.
Thời đại Lê sơ có 10 vị hoàng đế thuộc 6 thế hệ, đây là thời kỳ các hoàng đế nhà Lê nắm trọn được quyền hành, cũng là thời kỳ hoàng kim của chế độ phong kiến Việt Nam. Đời Lê Thái Tổ (Lê Lợi) và đặc biệt là đời Lê Thái Tông, xã hội được đi vào ổn định, phát triển thịnh vượng một cách mau chóng sau thời kỳ chiến tranh trước đó.
Dưới thời Lê Thánh Tông, Đại Việt phát triển cực thịnh về mọi mặt từ kinh tế, văn hóa, xã hội, giáo dục, quân sự. Nước Đại Việt từ trước chưa bao giờ cường thịnh và mạnh mẽ, có sức ảnh hưởng toàn khu vực lớn bằng thời này, thời kỳ này được gọi là Hồng Đức thịnh thế (洪德晟世), tính đến ảnh hưởng các đời sau là Lê Hiến Tông, Lê Túc Tông, là hơn 30 năm.
Lãnh thổ thời đại này tiếp tục được mở rộng ra hơn nữa, cực thịnh gấp mấy lần so với đời nhà Lý và nhà Trần. Cùng với quân sự hùng mạnh, các đời Thái Tông đến Thánh Tông liên tiếp sáp nhập lãnh thổ các quốc gia Bồn Man, Chiêm Thành; ngoài việc đối phó với các quốc gia, nền quân sự hùng mạnh khiến triều đình thẳng tay đàn áp các cuộc bạo loạn ở miền thượng, ổn định chính quyền trong thời gian dài. Mặt khác vì để đáp ứng một nền quân sự phát triển mạnh, nền kinh tế được phát triển theo thông qua buôn bán trong nước và thông thương với nước ngoài.
Thời kỳ nhà Hậu Lê bước vào giai đoạn trọng dụng quan lại, khác với nhà Trần bị chi phối bởi người trong hoàng tộc, luôn nắm đại quyền và được kế thừa nhau bằng việc thế tập. Triều đình mở nhiều khoa cử, thay đổi bộ máy chính quyền, không cho hoàng tộc các chức vụ thực quyền mà trọng dụng những người đã đổ khoa để bổ nhiệm, việc hạn chế sự thế tập dòng dõi quan lại giúp chế độ quan liêu hạn chế rất nhiều sự chuyên quyền dòng họ. Văn học Việt Nam được ghi nhận phát triển rực rỡ thời kỳ này, với việc Lê Thánh Tông mở ra Hội Tao đàn và khuyến khích học thuật trong toàn quốc. Danh sử Ngô Sĩ Liên thuộc về triều đại này, đã biên soạn Đại Việt sử ký toàn thư, tiếp tục nối bước Lê Văn Hưu đời Trần ghi chép giai đoạn lịch sử một cách đầy đủ và hoàn thiện. Nhiều công trình sử liệu, văn học, thiên văn, quan chế,... được hoàn thiện trong thời Lê Sơ.
Tồn tại từ năm 1428 đến năm 1527, kéo dài được 100 năm, triều đại này bị gián đoạn bởi nhà Mạc do Mạc Đăng Dung cướp ngôi và tự lập mình làm hoàng đế, sau 6 năm được tái lập với tên gọi nhà Lê Trung hưng.

## Lịch sử

### Lê Lợi sáng lập
Nhà Lê sơ được thành lập từ kết quả thắng lợi của Khởi nghĩa Lam Sơn kéo dài 10 năm chống lại sự đô hộ của nhà Minh do Lê Lợi lãnh đạo.
Khi sang đánh nhà Hồ chiếm nước Đại Ngu (1406), nhà Minh đã nhân danh Phù Trần Diệt Hồ, nhưng sau đó lại đánh diệt nhà Hậu Trần (1413). Vào cuối cuộc chiến với Lê Lợi, khi bị quân Lam Sơn vây trong thành Đông Quan (Hà Nội), tướng nhà Minh là Vương Thông đề nghị lập lại con cháu họ Trần làm điều kiện giảng hòa. Lê Lợi đã tìm lập Trần Cảo lập làm vua trên danh nghĩa vào cuối năm 1426.
Năm 1427, quân Minh sau 2 trận thua quyết định ở Chi Lăng và Xương Giang phải rút về nước. Lê Lợi đứng tên Trần Cảo là người đang làm vua trên danh nghĩa, sai sứ dâng biểu cho nhà Minh xin được phong. Minh Tuyên Tông biết Lê Lợi không có ý tôn Cảo nhưng vì bị thua mãi nên đồng ý phong cho Trần Cảo làm An Nam quốc vương.
Ít lâu sau Trần Cảo chết. Lê Lợi tự mình lên ngôi, rồi sai sứ sang tâu nhà Minh rằng Trần Cảo bệnh mà chết ngày 10 tháng 1 năm 1428, do đó Lê Lợi có danh chính để làm vua Đại Việt. Minh Tuyên Tông thừa nhận Lê Lợi làm An Nam quốc vương.
Nhà Hậu Lê chính thức thành lập năm 1428, đó là ngày 15 tháng 3. Lê Lợi tự xưng làm Thuận Thiên Thừa Vận Duệ Văn Anh Vũ Đại Vương, lấy hiệu là Lam Sơn Động chủ, sử gọi là Lê Thái Tổ. Ông đổi quốc hiệu từ Giao Chỉ (交阯) tồn tại dưới thời nhà Minh trở thành Đại Việt (大越). Ông đóng đô ở Đông Quan (Thăng Long), đổi kinh thành Thăng Long trở thành Đông Kinh, Tây Đô thành Tây Kinh, Tây Kinh về sau đều gọi là Lam Kinh.

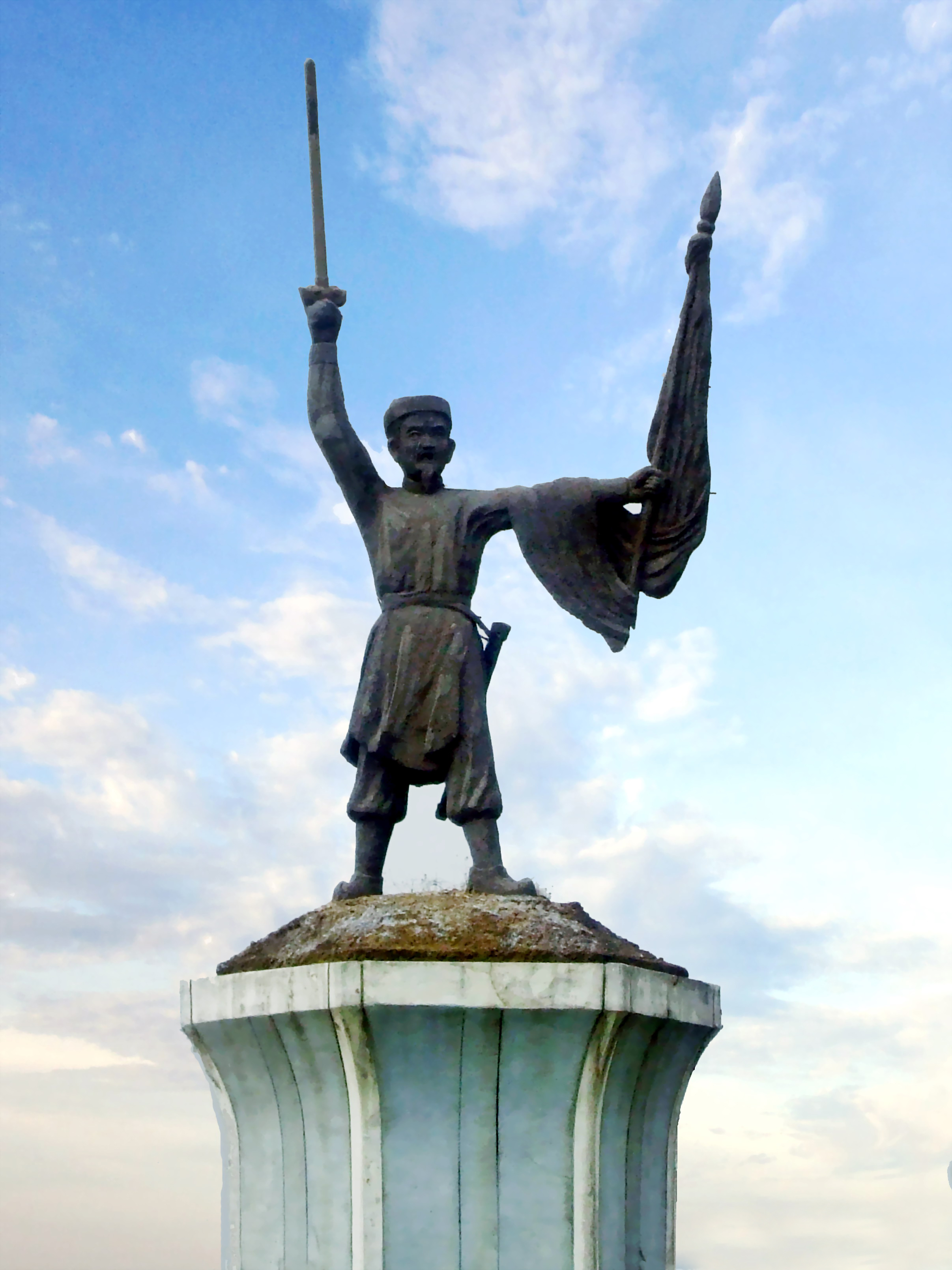
Tượng đài Lê Lợi tại bùng binh Cây Gõ, Quận 6, Thành phố Hồ Chí Minh

Thái Tổ chia nước ra làm 5 đạo: Đông Đạo, Tây Đạo, Nam Đạo, Bắc Đạo và Hải Tây Đạo, trong đó Hải Tây đạo gồm cả Thanh Hóa, Nghệ An, Tân Bình và Thuận Hóa. Mỗi đạo đặt một vệ quân, mỗi Vệ đặt chức Tổng quản, lại có chức Hành khiển để giữ sổ sách về việc quân-dân. Còn như các xã-thôn thì cứ xã nào có hơn 100 người trở lên, gọi là đại xã, đặt ba người xã quan; xã nào có 50 người trở lên, gọi là trung xã, đặt hai xã quan; xã nào có 10 người trở lên gọi là tiểu xã, đặt một người xã quan để coi việc trong xã. Kinh tế nhanh chóng được khôi phục, ông ra Quân điền chế, khiến mọi tầng lớp đều có ruộng, sự phục hưng đồng đều dần đi lên. Dù mới chiến loạn nhưng Thái Tổ hết sức quan tâm ngay đến giáo dục, ông cho mở lại Quốc Tử Giám, cho con cháu các quan viên và những người thường dân có khả năng vào học tập; mở nhà học và đặt thầy dạy nho học ở các phủ và các lộ.
Năm 1432, tù trưởng Đèo Cát Hãn nổi dậy, Thái Tổ sai Quốc vương Lê Tư Tề trấn áp. Tư Tề là con trưởng của Thái Tổ, vốn là người dũng mãnh, thiện chiến, ngay từ khi còn khởi binh Lam Sơn đã không ít lần lập được công lao, phong làm Quốc vương (國王). Nay khi cầm binh dẹp loạn, nhanh chóng họ Đèo phải ra hàng. Bấy giờ Thái Tổ hay đau ốm, mọi việc đều do Quốc vương xử lý.
Lê Thái Tổ lên ngôi chưa lâu, nhưng diệt trừ những công thần mà ông nghĩ là có ý mưu phản như Trần Nguyên Hãn, Phạm Văn Xảo, những đại tướng quân có công trong việc thành lập nhà Lê. Bấy giờ trong triều chưa định ai làm người kế ngôi, con trai thứ 2 Lê Nguyên Long vốn là Lương quận công (良郡公), được phong làm Hoàng thái tử, Quốc vương Tư Tề lại là người quen việc trị nước. Các đại thần Lê Sát, Lê Ngân, Lê Khôi ủng hộ Lương quận công, trong khi các tướng Phạm Văn Xảo, Trần Nguyên Hãn ủng hộ Quốc vương. Cuối cùng vào năm 1433, Thái Tổ giáng Quốc vương làm Quận vương (郡王), đưa Nguyên Long quyền kế thừa đại thống.
Có thuyết cho rằng: Thái Tổ vốn nghi kị họ Trần, thấy Trần Nguyên Hãn là người tôn thất họ Trần nên diệt trừ đi, lại cho rằng Quốc vương cùng phe với Nguyên Hãn nên Quốc vương cũng vì thế mất lòng Thái Tổ. Sau vụ việc giáng Quốc vương, sử thần chỉ ghi ngắn gọn mắc chứng điên cuồng, giết bừa các tỳ thiếp, nên không làm vừa ý Thái Tổ.
Năm 1433, Lê Lợi mất, thọ 49 tuổi, trị vì được 5 năm. Ông được truy thụy hiệu là Cao hoàng đế (高皇帝), nên còn được gọi là Thái Tổ Cao hoàng đế (太祖高皇帝), hay Cao Hoàng (高皇).
Thái tử Nguyên Long lên kế vị, tức Lê Thái Tông.

### Thái Tông chuyên chính và đảng tranh
Vì hoàng đế còn nhỏ tuổi, bên cạnh ông có Đại tư đồ Lê Sát được ban quyền phụ chính. Lê Sát xuất thân từ võ tướng, là người Lam Sơn, tính tình nóng nảy, nhiều việc xử lý quá khắt khe, làm bừa và không cân nhắc. Quan đồng tri Bắc đạo là Bùi Ư Đài xin chọn những bậc kỳ lão vào cung giúp can gián ấu đế và đặt chức sư phó để chỉ huy trăm quan. Lê Sát thấy ý định đó đụng chạm đến quyền lớn đang trong tay mình, nên sai bắt Ư Đài tống giam, kết tội ly gián vua tôi. Dù Thái Tông không đồng tình nhưng Lê Sát vẫn tâu đi tâu lại 4 lần, ép Thái Tông khép tội Ư Đài. Thái Tông bất đắc dĩ phải lưu đày Ư Đài, nhưng từ đó càng ngày càng ghét Lê Sát.
Năm 1437, Thái Tông ra chiếu chỉ: "Lê Sát tự chuyên giữ quyền bính, ghen người tài, giết Nhân Chú để tự ra oai của mình, truất Trịnh Khả để người ta phục, bãi chức của Ư Đài khiến đình thần không ai dám nói, đuổi Cầm Hổ ra nơi biên thùy để gián quan phải ngậm miệng. Xem những việc làm ấy đều không phải là đạo làm tôi. Nay muốn khép vào luật hình để tỏ rõ phép nước, song vì là đại thần cố mệnh, có công với nhà nước, đặc cách khoan tha, nhưng phải bãi chức tước". Sau đó Thái Tông bắt giam người cùng phe Lê Sát là Đặng Đắc, cho Bùi Ư Đài được phục chức, triệu Bùi Cầm Hổ về kinh, cử Tư khấu Lê Ngân thay Lê Sát chấp chính.
Tháng 7 năm đó, Thái Tông ra lệnh phế truất con gái ông là Nguyên phi Lê Ngọc Dao (黎玉瑤) làm dân thường, rồi ra chiếu kết tội Lê Sát và những người cùng cánh, định xử chém đầu rao ở chợ. Tuy nhiên, do là công thần nên Lê Ngân và Bùi Cầm Hổ khuyên Thái Tông không nên chém, chỉ ban thuốc tự tử, Thái Tông nghe theo.
Trừ được Lê Sát, Thái Tông càng khắt khe trong số các công thần, trong tâm có ý trừ Tư khấu Lê Ngân. Bấy giờ Lê Nhật Lệ (黎日厲), con gái của Lê Ngân được phong làm Huệ phi (惠妃) nhưng không được sủng hạnh, Lê Ngân sai người phù thủy làm lễ ở nhà, đúc tượng vàng Quan Thế Âm để mong con gái được yêu thương. Thái Tông nghe đến, sai người vào nhà ông tra khảo, bắt được bọn phù thủy yếm và tượng vàng. Lê Ngân hoảng hốt vào triều, tâu sớ giải bầy, nhưng Thái Tông quyết xử tử, ban cho ông tự vẫn tại nhà như Lê Sát trước đây. Tuy nhiên cũng như Lê Sát, cả nhà ông chỉ bị lưu đày, con trai Lê Nho Tông bị buộc làm lính giữ cửa, không được trọng dụng.
Dẹp được quyền thần, Thái Tông chuyên tâm vào chính sự. Năm 1438, Thái Tông chỉnh đốn việc thi cử các đạo. Lệ cứ 5 năm một lần thi hương, 6 năm một lần thi hội. Phép thi thì kỳ thứ nhất làm một bài kinh nghĩa, bốn bài tứ thư nghĩa, mỗi bài phải 300 chữ trở lên; kỳ thứ hai làm bài chiếu, bài chế và bài biểu; kỳ thứ ba làm bài thi phú; kỳ thứ tư làm một bài văn sách phải 1.000 chữ trở lên. Lại cho mở khoa cử, chọn tiến sĩ, ai đỗ đều được khắc tên vào bia đá Văn miếu, lệ khắc tên vào bia bắt đầu từ đây.
Năm 1439, Thái Tông thân chinh dẫn quân đi đánh các châu Phục Lễ (Lai Châu ngày nay). Bấy giờ bọn tù trưởng man di họ Cầm quấy nhiễu biên giới, nước Ai Lao nghe theo cũng cử 3 vạn quân theo chúng cướp phá. Thái Tông đích thân dẫn 60000 quân đi đánh, thắng lợi rực rỡ. Năm 1441, phản tặc tên Thượng Nghiễm làm loạn ở châu Thuận Mỗi, Nghiễm trước cậy vào Ai Lao nhiều lần làm loạn, Thái Tông đã từng cất binh nhưng do dâng phương vật nên tha về. Đến nay Thái Tông đem quân đến bắt sống được 1 viên tướng Ai Lao và vợ con; lại bắt được các con trai của Nghiễm, Nghiễm bèn ra hàng. Thái Tông dâng chiếu báo thắng trận ở Thái Miếu.
Bấy giờ, sau khi Lê Thái Tổ mất, văn vật, chế độ, sách vở, lễ nhạc đều được khôi phục, điển chương văn vật rực rỡ. Các nước Trảo Oa (Java), Xiêm La, Tam Phật Tề, Chiêm Thành, Mãn Lạt Gia (Malacca) vượt biển sang cống, bên trong bọn phản nghịch đều được dẹp yên, giáng đòn phạt đến nỗi không gượng dậy được. Thái Tông lúc đó chưa đầy 20 tuổi, nếu không phải nói thiên tư trời ban thì còn từ nào đủ hình dung.
Năm 1442, ngày 4 tháng 8, Thái Tông đi thăm trại Vải (Lệ Chi viên, nay thuộc xã Đại Lai huyện Gia Bình, Bắc Ninh), thuộc khu dinh thự của Hành khiển Nguyễn Trãi, bỗng nhiên băng hà, khi đó hoàng đế chỉ tròn 20 tuổi. Việc này dẫn đến vụ án Lệ Chi Viên nổi tiếng trong lịch sử, triều đình kết tội Hành khiển Nguyễn Trãi và thị thiếp là Nguyễn Thị Lộ, vì khi Thái Tông băng Thị Lộ đã luôn hầu bên cạnh, bấy giờ cho rằng Thị Lộ giết hoàng đế. Án đưa ra là tru di tam tộc, giết đến 3 họ của Nguyễn Trãi.
Thái Tông được truy thụy hiệu là Văn hoàng đế (文皇帝), về sau đều gọi là Thái Tông Văn hoàng đế (太宗文皇帝).
Ngày 12 tháng 8, Thái tử Lê Bang Cơ lên kế vị, tức Lê Nhân Tông. Nhân Tông lên ngôi còn nhỏ tuổi, mẹ là Nguyễn Thần phi được tôn làm Hoàng thái hậu, buông rèm nhiếp chính.

### Sự biến Diên Ninh
Lê Nhân Tông lên ngôi còn thơ ấu, Nguyễn Thái hậu cùng các đại thần Nguyễn Xí, Lê Thụ, Trịnh Khả phụ chính cho Tân đế. Lúc này niên hiệu được đổi thành Thái Hòa (太和).
Thái hậu coi việc, dùng phép sẵn từ đời trước, kinh tế, văn hóa tiếp tục được đi lên. Bấy giờ, Chúa Chiêm Thành là Bí Cai hai lần mang quân vây Hóa Châu. Tuy triều đình đã mấy lần phát binh, quân Chiêm vẫn chưa bỏ thói gây hấn. Vào năm 1446, Thái hậu sai Trịnh Khả, Lê Thụ, Lê Khắc Phục đi đánh, Bí Cai ra hàng, các tướng lập cháu Bí Cai là Ma Ha Quý Lai làm chúa Chiêm. Với chiến thắng huy hoàng này, quân Đại Việt tóm gọn được các cung phi của Bí Cai mà đem về kinh thành Đông Kinh.
Vào năm 1448, quốc gia Bồn Man (盆蠻) chịu nội thuộc vào Đại Việt. Thái hậu sáp nhập Bồn Man, trở thành châu Quy Hợp (歸合) của Nhà nước Đại Việt. Ngoài ra, cũng trong những năm tháng Thái hậu chấp chính, Triều đình ban lệnh cho đào sông Bình Lỗ ở Thái Nguyên, mang lại thuận lợi cho việc giao thông vận tải.
Vào năm 1449, Quý Lai bị Quý Do cướp ngôi. Quý Do sai sứ sang triều cống Đại Việt, nhưng Thái hậu từ chối không tiếp nhận lễ vật và phán: "Tội giết vua, em giết anh là tội đại ác xưa nay, trẫm không nhận đồ dâng". Sau khi buộc sứ phải mang trả lại lễ vật về Chiêm, Thái hậu truyền lệnh cho Đồng tri hữu tri sự Nguyễn Hữu Quang, Điện trung thị ngự sử Trình Ngự đem thư sang Chiêm Thành, với nội dung như sau: "Sự thực của các ngươi như thế nào thì phải sang trình bày cho rõ".
Tháng 11, năm Quý Dậu (1453), Nhân Tông lên 12 tuổi, có thể tự coi chính sự, Thái hậu trả lại quyền chính cho ông rồi lui về ở cung riêng. Khi tự mình ra coi chính sự, Nhân Tông xuống lệnh đại xá, và đổi niên hiệu là Diên Ninh (延寧). Năm 1454 trở thành năm Diên Ninh thứ nhất.
Nhân Tông tỏ ra là người độ lượng với các công thần khai quốc có tội bị xử tử trước đây, từ thời Lê Thái Tổ, Lê Thái Tông đến khi Nguyễn Thái hậu chấp chính. Ngay khi ra cầm chính sự, ông ra nhiều chiếu chỉ biểu dương công lao của họ, hoặc trả lại của cải, ruộng đất cho con cháu họ. Ông khôi phục lại quan tước và ban cho con cháu Trịnh Khả (bị xử tử năm 1451) 100 mẫu ruộng; cấp 100 mẫu ruộng cho con cháu Lê Sát và Lê Ngân (bị xử tử năm 1437); trả lại điền sản trước đây cho con cháu Phạm Văn Xảo (bị xử tử năm 1430) và Trần Nguyên Hãn (bị xử tử năm 1429). Ông biểu dương công lao sự nghiệp của Nguyễn Trãi (bị xử tử năm 1442): Nguyễn Trãi là người trung thành giúp đức Thái Tổ dẹp yên giặc loạn, giúp đức Thái Tông sửa sang thái bình. Văn chương và đức nghiệp của Nguyễn Trãi, các danh tướng của bản triều không ai sánh bằng.
Ân đức của Nhân Tông nổi danh đương thời, ông chủ trương không quá hà khắc hình luật, trọng giáo dục, văn học, chế độ hiến chương triều đình, là người hiền minh sáng suốt, tuổi còn nhỏ mà là vị minh quân khó ai bì. Tuy hiền đức là vậy nhưng ông lại có kết cục bi thảm khi bị chính người anh lớn là Lạng Sơn vương Lê Nghi Dân giết chết.
Lê Nghi Dân (黎宜民) - tước phong bấy giờ là Lạng Sơn vương (諒山王) - là con trai trưởng của Lê Thái Tông, mẹ là Dương chiêu nghi (楊昭儀). Dương thị vốn là sủng phi của Thái Tông, về sau hành xử lỗ mãng mà bị phế làm thứ nhân. Nghi Dân trước đây mẹ được sủng ái nên được lập làm Hoàng thái tử, sau do mẹ thất sủng nên cũng bị phế, bị biếm đến vùng Lạng Sơn. Nhân Tông vốn nhân từ, đối đãi với anh em rất hậu, nên đối với Nghi Dân không phòng bị gì, đến đây bị Nghi Dân sai người lẻn vào cung và giết chết. Nguyễn Thái hậu cũng bị đem ra xử chết vào ngày hôm sau.
Theo một số nhà sử học, cũng như thần tích và các chuyện chép rải rác trong Đại Việt sử ký toàn thư, Nhân Tông vốn không phải con của Thái Tông Văn hoàng đế. Mẹ ông Nguyễn Thái hậu được cho là đã tư thông với Lê Nguyên Sơn, một người trong tôn thất họ Lê, chi dưới của Tuyên Tổ hoàng đế Lê Khoáng, tức tổ phụ của Thái Tông. Rất có thể trong quá trình trưởng thành, Nghi Dân đã được nghe nói về lời đồn này và quyết tâm đoạt ngôi của Nhân Tông.
Lạng Sơn vương Nghi Dân lên ngôi vào ngày 7 tháng 10 năm 1459, đặt niên hiệu là Thiên Hưng (天興). Tuy giết hại Nhân Tông nhưng Thiên Hưng Đế lại tha cho những người em khác, ông cải phong Lê Khắc Xương (黎克昌) từ Tân Bình vương (賓平王) thành Cung vương (恭王); Lê Tư Thành từ Bình Nguyên vương (平原王) thành Gia vương (嘉王).
Tháng 5 năm 1460, các tể tướng đại thần là Đỗ Bí, Lê Ngang, Lê Thụ, Lê Ê bí mật bàn việc lật đổ Thiên Hưng. Việc đó bị lộ, cả mấy người đều bị bắt giết. Thiên Hưng thay đổi nhiều pháp chế của đời trước, dùng những người thân tín của mình vào triều nên nhiều cựu thần không bằng lòng.
Tháng 6 năm đó, các đại thần Nguyễn Xí, Đinh Liệt, Lê Lăng, Lê Niệm, Lê Nhân Quý, Trịnh Văn Sái, Nguyễn Đức Trung...cùng bàn nhau làm binh biến lần nữa. Ngày 6 tháng 6, có buổi chầu sớm. Khi tan chầu, những người định làm binh biến ngồi ngoài cửa Sùng Vũ nơi Nghị sự đường. Nguyễn Xí phát động lệnh dẫn quân vào giết các bề tôi tin cẩn của Thiên Hưng là Phạm Đồn, Phan Ban ở Nghị sự đường. Lê Nhân Thuận chém chết Trần Lăng, giữ chặt quân cấm binh, đóng các cửa thành. Hơn 100 người phe cánh của Thiên Hưng bị giết.
Thiên Hưng Đế bị bắt, truất làm Lệ Đức hầu (厲德侯) và bị thắt cổ chết khi mới 22 tuổi.
Bấy giờ, các đại thần Nguyễn Xí, Đinh Liệt, Nguyễn Đức Trung đều nhất trí đưa Gia vương Tư Thành lên ngôi, kế thừa hoàng vị. Nhưng Nhập nội Thiếu úy Lê Lăng lại mời Cung vương, khi các đại thần đến mời Cung vương thì Vương nhất quyết từ chối, vì vậy Gia vương được tôn lên ngôi vị.
Ngày 26 tháng 6 năm 1460, Gia vương Lê Tư Thành lên ngôi, sử gọi là Lê Thánh Tông, lấy niên hiệu là Quang Thuận (光順). Năm đó, ông chỉ mới 18 tuổi. Ông chỉ định Nguyễn Xí và Đinh Liệt vào các chức quan cao nhất của triều đình, nắm giữ binh quyền. Từ đây, Đại Việt bước vào thời kỳ cực thịnh.

### Hồng Đức thịnh thế
Lê Thánh Tông – có thể nói là vị hoàng đế tài giỏi nhất trong triều đại thời Lê Sơ. 
Lên nắm chính quyền, ông chủ trương làm việc siêng năng, làm gương cho các quan lại. Ông sửa sang bộ máy chính quyền, chia làm Lục bộ một cách đầy đủ. Về cơ cấu chính quyền các cấp, ông đã tiến hành xóa bỏ hệ thống tổ chức hành chính cũ thời Lê Thái Tổ từ 5 đạo đổi thành 13 đạo (thừa tuyên). Thánh Tông ra chỉ dụ, các quan chỉ được làm việc tối đa đến tuổi 65 và ông bãi bỏ luật cha truyền con nối cho các gia đình có công - công thần. Ông tôn trọng việc chọn quan phải là người có tài và đức.
Về kinh tế, Thánh Tông chủ trương các chính sách: sửa đổi luật thuế khóa, điền địa, khuyến khích nông nghiệp, mở đồn điền,kêu gọi người phiêu tán về quê,đặt ra luật quân điền chia đều ruộng đất cho mọi người. Những nỗ lực nhằm xây dựng phát triển Đại Việt của Thánh Tông đã được kiểm chứng qua các bài chiếu, chỉ dụ do ông trực tiếp chấp bút và ban bố, như Chiếu khuyến nông, Chiếu lập đồn điền, Chiếu định quan chế...và các chiếu thư khác. Các ngành nghề thủ công nghiệp và xây dựng dưới thời trị vì của Lê Thánh Tông cũng phát triển rực rỡ. Nghề in và làm giấy ở Đại Việt đạt một trình độ cao của thế giới thời bấy giờ. Số lượng sách in thời này khá đồ sộ. Đặc biệt nhất thời kỳ này là thành tựu trong công nghệ chế tạo vũ khí và đồ sắt chiếm ưu thế. Đồ gốm, sứ thời Lê Sơ phát triển đạt được độ tinh xảo và hoa văn đẹp, nay càng rực rỡ hơn dưới thời Thánh Tông. Việc giao thương buôn bán đã chắp cánh cho đồ gốm thời này đi xa và hiện nay bộ sưu tập về đồ gốm Lê Sơ cũng rất phong phú. Thương mại và giao dịch buôn bán với các lân bang phát triển mạnh, cùng với bước chân viễn chinh xa xôi của đội quân đế chế Đại Việt. Để tạo thuận tiện cho việc mua bán, Lê Thánh Tông đã từng khuyến dụ các quan rằng: "Trong dân gian hễ có dân là có chợ để lưu thông hàng hóa, mở đường giao dịch cho dân. Các xã chưa có chợ có thể lập thêm chợ mới. Những ngày họp chợ mới không được trùng hay trước ngày họp chợ cũ để tránh tình trạng tranh giành khách hàng của nhau".
Bên cạnh phát triển kinh tế, về văn hóa, giáo dục cũng được phát triển mạnh. Thánh Tông tiếp tục đẩy cao Nho giáo, hạn chế sự phát triển của Phật giáo như đời nhà Lý, sửa sang nhiều chế độ đãi ngộ hiền tài. Ông cho Ngô Sỹ Liên soạn bộ Đại Việt sử ký toàn thư, góp phần lớn lao trong việc chép sử, ngoài ra còn có Nhà toán học Lương Thế Vinh với Đại thành Toán pháp, Phan Phu Tiên với Việt âm thi tập, Đại Việt sử ký tục biên, Bản thảo thực vật toát yếu (Tóm lược sách bản thảo thực vật), tri thức thời đại này đã lên đến đỉnh cao, rực rỡ hơn các triều đại trước. Thánh Tông bắt đầu cho phép tôn vinh việc học bằng các cuộc lễ xướng danh (lễ đọc tên người thi đậu), lễ vinh quy bái tổ (lễ đón rước người thi đậu về làng) và nhất là lệ khắc tên và lý lịch tiến sĩ vào bia đá Văn Miếu. Vì thế khuyến khích mọi tầng lớp cư dân đua nhau học hành để tên tuổi được ghi vào bảng vàng, để gia môn được vinh dự và để làng quê được vinh hiển. Bên cạnh đó, bản thân Thánh Tông là một người hay chữ, ông tự xưng làm Thiên Nam động chủ (天南洞主), viết nhiều bài thơ, rất nhiều bài được lưu truyền trong dân gian và trong giới tri thức. Đặc biệt tuyển tập Thánh Tông di thảo đã để lại giá trị lớn trong dòng truyện ký. Thánh Tông cho thành lập Tao đàn Nhị thập bát tú, xưng làm Tao Đàn nguyên súy (騷壇元帥), cùng với Thân Nhân Trung, Đỗ Nhuận, Thái Thuận là những trụ cột văn chương nổi tiếng dưới thời Lê Sơ.
Năm 1470, Thánh Tông đổi niên hiệu thành Hồng Đức (洪德), về sau người ta đều gọi niên hiệu này của ông khi nói về một triều đại đầy thịnh vượng và cực thịnh, gọi là Hồng Đức thịnh thế (洪德晟世). Trên thực tế sự cực thịnh này kéo dài cả về đến thời cháu nội ông là Lê Túc Tông. Bản thân Thánh Tông được gọi là Hồng Đức Đế (洪德帝).

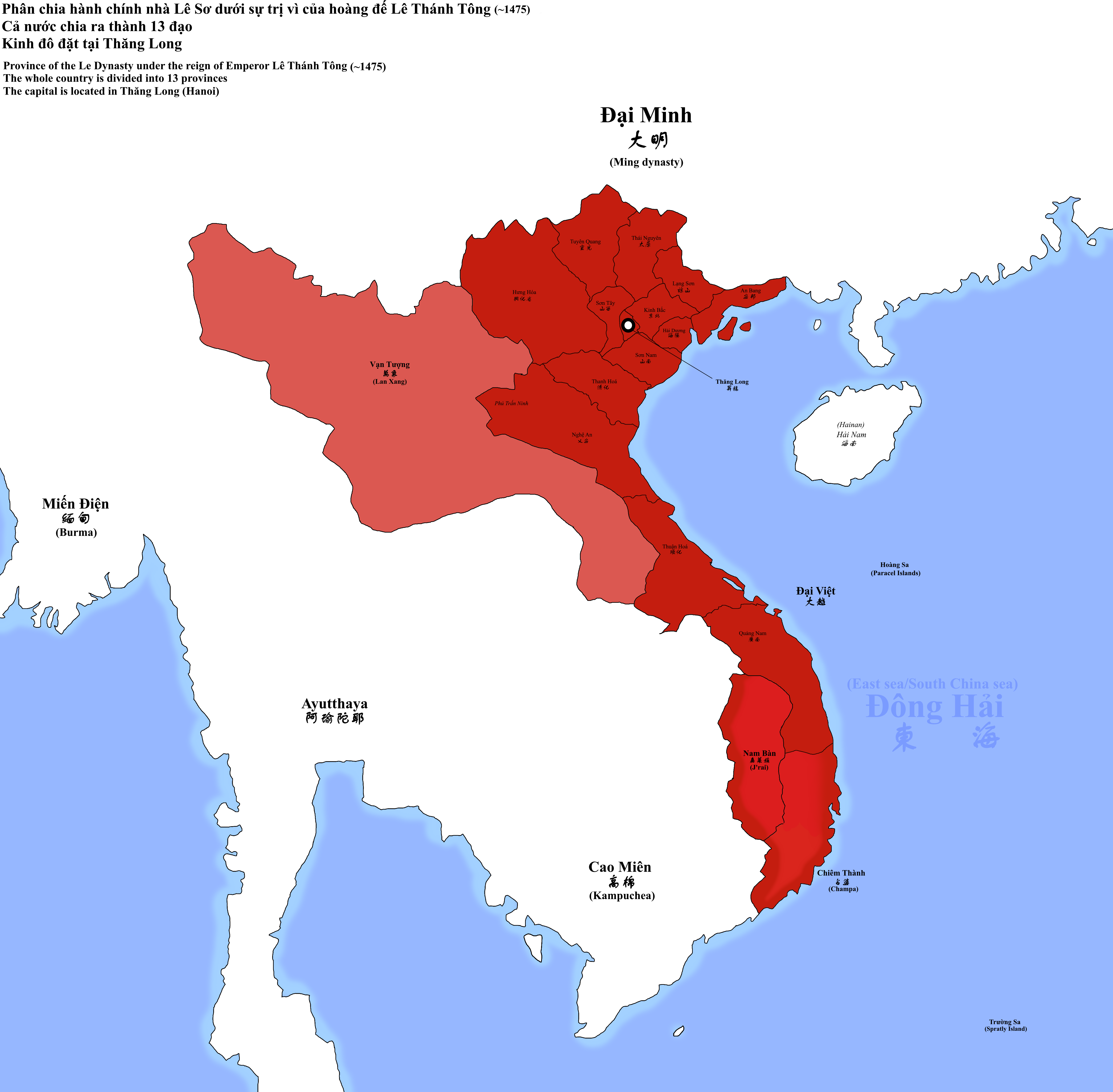
Phân chia hành chính của vua Lê Thánh Tông

Bên cạnh là một nhà văn hóa, Thánh Tông còn chủ trương mở rộng lãnh thổ Đại Việt. Ông là vị hoàng đế mở mang bờ cõi nổi tiếng bậc nhất trong lịch sử Việt Nam khi Tây tiến đánh qua các tiểu quốc, cường quốc phía tây như Lan Xang, Bồn Man, những nước giúp đỡ họ Cầm làm loạn ở vùng đất thuộc Lai Châu ngày nay. Bên cạnh đó, sau sự kiện năm 1471, Chiêm Thành vốn là kình địch của Đại Việt, từ một cường quốc trở nên suy yếu trầm trọng, kinh đô Đồ Bàn bị phá hủy, hơn 30.000 người bị bắt, trong đó chúa Chiêm Trà Toàn đã bị tử trận cùng hơn 40.000 quân Chiêm. Sau khi Trà Toàn bị bắt, em là Trà Toại trốn vào núi, sai người sang cầu cứu nhà Minh và xin phong vương. Được tin, Thánh Tông sai Kỳ quận công Lê Niệm đem 3 vạn quân vào đánh, Trà Toại bị bắt giải về kinh. Về sau, Minh Hiến Tông sai sứ sang bảo Thánh Tông phải trả đất cho Chiêm Thành, nhưng ông nhất quyết không chịu. Sau chiến thắng, Thánh Tông thực hiện chính sách mới, bình định và Việt hóa dân chúng người Chiêm Thành và sáp nhập lãnh thổ miền bắc Chiêm Thành (từ đèo Hải Vân tới bắc Phú Yên ngày nay) vào Đại Việt. Tháng 6 năm 1471, lãnh thổ miền bắc Chiêm Thành được lập thành thừa tuyên Quảng Nam và vệ Thăng Hoa. Tới đây, Thánh Tông đưa thừa tuyên Quảng Nam vào Thiên hạ bản đồ, đất nước Đại Việt tổng cộng 13 thừa tuyên.
Ngày 30 tháng 1 năm 1497, Lê Thánh Tông mất, thọ 55 tuổi, cai trị được 37 năm, thụy hiệu là Thuần hoàng đế (淳皇帝), nên được gọi là Thánh Tông Thuần hoàng đế (聖宗淳皇帝). Con trưởng là Lê Tranh (黎鏳) kế vị, sử gọi là Lê Hiến Tông. Ông đổi niên hiệu là Cảnh Thống (景統).
Lê Hiến Tông là bậc minh quân như phụ hoàng, tiếp tục đường lối trị vì của Thánh Tông nhưng chủ trương ổn định và phát triển, đẩy mạnh chính quyền sau một thời gian chiến tranh và để dần thu phục những người bản địa của các vùng đất mà Thánh Tông đã chiếm được. Các sử gia đều nhìn nhận Hiến Tông là vị hoàng đế giỏi. Tuy nhiên, ông chỉ cai trị được 7 năm thì qua đời, đó là vào ngày 24 tháng 5 năm 1504. Thái tử Lê Thuần (黎㵮) kế vị, tức Lê Túc Tông. Túc Tông được nhận xét là thông minh hơn người, từ nhỏ được Hiến Tông yêu quý và chọn làm Thái tử dù không phải là con trưởng. Tuy nhiên chưa được 1 năm thì Túc Tông yểu mệnh qua đời vào ngày 30 tháng 12 năm 1504, nối ngôi chỉ vừa 6 tháng.
Trước khi qua đời, Túc Tông nhận thấy trong số hoàng thất, anh trai mình là Lê Tuấn (黎晭) có khả năng nhất, nên chỉ định làm người kế vị. Huy Gia Thái hoàng thái hậu Nguyễn thị, mẹ của Hiến Tông, bà nội của Túc Tông và Lê Tuấn lại phản đối. Bà cho rằng Lê Tuấn là con của hạng tỳ thiếp hèn mọn, nên nhân cách không cao quý, không thể kế thừa ngôi chính thống, bà bèn chọn một tôn thất trong họ là Lã Côi vương (không rõ tên) làm người kế vị. Tuy nhiên, mẹ nuôi của Lê Tuấn là Nguyễn Kính phi và đại thần Nguyễn Nhữ Vy đã mưu kế trong cung, lừa Thái hậu ra khỏi thành đi đón Lã Côi vương, còn bọn họ trong cung mau chóng truyền chỉ lập Lê Tuấn kế vị.
Ngày 18 tháng 12 năm 1505, Lê Tuấn lên ngôi, đặt niên hiệu là Đoan Khánh (端慶), sử gọi là Lê Uy Mục. Từ đây lịch sử nhà Lê sơ rơi vào một thời kỳ khủng hoảng vì sự man rợ của vị hoàng đế này.

### Uy Mục bạo đế
Lê Uy Mục, tên thật Lê Tuấn (黎濬), con trai thứ hai của Lê Hiến Tông, mẹ là Nguyễn Thị Cận, người làng Phù Chẩn, huyện Đông Ngàn. Ngày 8 tháng 12, năm 1488, Nguyễn Thị Cận sinh ra Lê Tuấn rồi mất do bệnh hậu sản, Nguyễn Kính phi lúc đó là chị em tốt với Hoàng hậu, bèn nhận Tuấn về làm con.
Bấy giờ, Hiến Tông có con trưởng là An vương Lê Tuân (黎洵), con thứ 2 là Uy Mục và con thứ 3 chính là Lê Túc Tông. Mẹ của An vương là Mai chiêu nghi, chỉ là thị thiếp nên dù là con trưởng của Hiến Tông nhưng An vương khó được xét làm người kế thừa, hơn nữa lúc nhỏ An vương phạm tội bất hiếu với mẹ, nên Hiến Tông càng không đoái hoài. Trong khi đó, mẹ của Túc Tông là chính thất, Trang Thuận hoàng hậu Nguyễn Hoàn, bản chất Túc Tông lại là người nhân hiếu, thông minh, ngôi Thái tử sớm thuộc về Túc Tông. Khi Hiến Tông qua đời năm 1504, Nguyễn Kính phi muốn đưa Uy Mục lên ngôi, đem tiền vàng hối lộ cho Thượng thư Đàm Văn Lễ, Văn Lễ không nhận mà quyết lập Túc Tông, Uy Mục từ đấy sinh hận.
Ngày 22 tháng 3, năm đầu niên hiệu Đoan Khánh, Uy Mục cho người trong đêm giết chết bà nội là Thái hoàng thái hậu Nguyễn Thị Hằng, vì Uy Mục căm giận Thái hậu sỉ nhục mẹ của mình và việc bà không chịu lập Uy Mục lên ngôi. Ngày 5 tháng 6, cũng năm ấy, Uy Mục sai cách chức Lễ bộ thượng thư Đàm Văn Lễ và Đô ngự sử Nguyễn Quang Bật, bấy giờ 2 người là những người không thừa nhận ngôi vị của Uy Mục, bị cách chức đày về Thừa tuyên Quảng Nam. Nhưng Uy Mục nghe lời Nguyễn Nhữ Vy, trên đường đi lén sai người giết chết cả hai người, về sau lại giết Nhữ Vy. Uy Mục còn ra lệnh cho giết hết những người Chiêm Thành bị bắt làm gia nô trong các điền trang của các thế gia, công thần. Ông từ khi lên ngôi, đêm nào cũng cùng với cung nhân uống rượu, rồi đến khi say thì giết đi rất tàn bạo. Phó sứ thần Nhà Minh là Hứa Thiên Tích (許天錫) sang, trông thấy Uy Mục, làm thơ gọi Uy Mục là Quỷ vương (鬼王):
Sự tàn bạo của Uy Mục đã gây nên một làn sóng bất bình trong hàng ngũ quan lại, tông thất. Quyền hành trong triều rơi vào tay họ ngoại của hoàng đế. Bấy giờ, uy quyền thuộc về họ ngoại, phía đông thì làng Hoa Lăng (quê của Nguyễn Kính phi), phía tây thì làng Nhân Mục (quê của Trần hoàng hậu), phía bắc thì làng Phù Chẩn (quê của Chiêu Nhân thái hậu) đều chuyên cậy quyền thế, vùi dập các quan, kẻ thì vì ý riêng mà giết hại sinh dân, kẻ thì dùng ngón kín mà yêu sách tiền của. Muôn dân ta oán mà hoàng đế vẫn không chừa, lại mang lòng ngờ vực, đố kỵ. Các quan người nào ngày trước không lập mình, thì thường giết đi. Lại ngầm sai nội nhân Nguyễn Đình Khoa dò xét cả các thân vương là các chú và anh em của ông. Trong đó, Kinh vương Lê Kiện là chú đã chạy trốn không biết đi đâu, chỉ có Giản Tu công Lê Oanh là con của Kiến vương Lê Tân, chú ruột của hoàng đế, thì bị giam vào ngục nhưng trốn thoát được. Do vậy, mọi người đều cảm thấy nguy đến thân mình, càng nghĩ đến việc nổi loạn.
Tháng 11 năm 1509, Giản Tu công giả xưng anh ruột của mình là Cẩm Giang Vương Lê Sùng (黎漴), dựng cờ ở Lam Kinh và đưa quân về Đông Kinh. Uy Mục bèn bắt giết Lê Sùng và mẹ của Lê Oanh là Trịnh Thị Tuyên. Giản Tu công vào chiếm kinh thành bắt được và bức Uy Mục tự tử ngày 1 tháng 12 năm 1510. Giản Tu công hận Uy Mục giết hại gia đình mình, chưa nguôi giận, sai người dùng súng lớn, để xác Uy Mục vào miệng súng, cho nổ tan hết hài cốt, chỉ lấy ít tro tàn về chôn tại An Lăng (安陵) ở quê mẹ ông tại làng Phù Chẩn.
Vì sự tàn bạo độc ác, Uy Mục bị giáng làm Mẫn Lệ công (愍厲公), tuy nhiên về sau Lê Chiêu Tông lên kế vị đã truy phong ông thành thụy hiệu Uy Mục hoàng đế (威穆皇帝), còn được gọi là Uy Mục bạo đế (威穆暴帝).
Ngày 4 tháng 12 năm 1509, Giản Tu công lên ngôi, tức Lê Tương Dực.

### Hồng Thuận trung hưng và sự suy trị
Lê Tương Dực, tên thật là Lê Oanh, con trai thứ hai của Kiến vương Lê Tân, là cháu nội của Lê Thánh Tông, dưới thời Lê Hiến Tông được ban phong hiệu Giản Tu công (簡修公). Khi Lê Uy Mục nghi ngờ tôn thất, bắt giam ông trong ngục, ông đã tìm kế thoát ra, gặp được Nghĩa quận công Nguyễn Văn Lang hiện đang ẩn dật tại Lam Kinh. Hai người tập hợp lực lượng, thảo chiếu dấy binh và tiến vào Đông Kinh vào năm 1509. Ông đặt niên hiệu là Hồng Thuận (洪順), bắt đầu thời kỳ trung hưng ngắn ngủi sau sự náo loạn dưới thời Uy Mục.
Trong những năm đầu cầm quyền, Lê Tương Dực cũng có vài đóng góp thể hiện sự cố gắng vực dậy đất nước đã suy tàn, nhất là trong lĩnh vực khoa cử. Năm 1511, ông tổ chức kỳ thi Hội, đến kỳ thi Đình thì ông đích thân ra đề văn hỏi về đạo trị quốc. Ông cho trùng tu Quốc Tử Giám, dựng lại bia tiến sĩ tỏ rõ sự khuyến khích hiền tài. Đông các Đại học sĩ Đỗ Nhạc đã soạn bài ký ở Quốc Tử giám ca ngợi công đức của Lê Tương Dực, đánh giá là người đủ tài đức để tiếp nối cơ nghiệp của Thuần Hoàng khi xưa. Bấy giờ, Lại bộ tả thị lang Lương Đắc Bằng dâng kế trị nước, đại ý khuyên rằng sửa sang văn chiếu điển lệ; tỏ lòng hiếu để cho người trong nước thuận theo; rời xa sắc dục; không dùng lời nịnh; không tùy tiện trao thưởng quan tước; cân nhắc bổ nhiệm quan lại chân chính công bằng; tiết kiệm chi tiêu để khuyến khích sự liêm chính; khen người tiết nghĩa để trọng đạo cương thường; cấm hối hộ bỏ trừng thói tham ô; sửa sang võ bị để thủ thế hùng cường; lựa chọn ngôn quan để trọng dụng lời thật; nới nhẹ việc phu để xót thương dân chúng; hiệu lệnh tín thực để nắm ý chí thiên hạ; luật pháp chế độ phải thận trọng để mở nền thịnh trị thái bình. Bấy giờ Tương Dực Đế đều cho là lời hay, luôn nghe theo, chẳng mấy chốc mở ra thời kỳ trung hưng thịnh vượng dưới thời cai trị của ông.
Năm 1510, Tương Dực sai quan Binh bộ Thượng thư là Vũ Quỳnh soạn bộ Đại Việt thông giám thông khảo, gọi tắt là Đại Việt thông giám hay Việt giám thông khảo. Đại Việt thông giám gồm 26 quyển, chia thành Ngoại kỷ chép từ Hồng Bàng đến hết nhà Ngô, Bản kỷ từ Đinh Tiên Hoàng đến đầu thời Lê Thái Tổ. Tương Dực còn sai Lê Tung soạn bài tổng luận về bộ sử ấy. Theo Phan Huy Chú, bộ sách này được Lê Nại đánh giá là quy mô và đúng với kinh, trúng với sử.
Năm 1511, người làng Quang Bị, huyện Bất Bạt là Trần Tuân nổi loại ở vùng Sơn Tây. Bấy giờ, nhân dân các phố xá ở kinh thành náo động, đều đem vợ con về quê quán, đường phố không còn một ai đi lại. Lê Tương Dực sai Mỹ Huệ hầu Trịnh Duy Sản chỉ huy quan quân đi đánh Trần Tuân. Bấy giờ, quân của Tuân đã bức sát đến huyện Từ Liêm (Quốc Oai), quan quân bại trận, lui về đóng ở các xứ Đông Ngạc, Nhật Chiêu. Về sau, Trịnh Duy Sản lập đại công, phá tan được cuộc nổi loạn, được phong tước Nguyên quận công (原郡公).
Năm 1516, Lê Tương Dực cho đắp thành rộng cả ngàn trượng chắn ngang sông Tô Lịch. Để thể hiện uy quyền đế vương, ông sai một người thợ là Vũ Như Tô xây điện 100 nóc, xây Cửu Trùng Đài. Quân dân làm trong mấy năm trời không xong, hao tổn tiền của, chết hại nhiều người. Bỏ bê việc nước, chỉ ngày ngày du ngoạn Hồ Tây, Tương Dực nghĩ ra nhiều trò quái lạ. Bấy giờ, có Trần Cảo thấy lời sấm ở phía Đông có khí thiên tử, bèn gầy dựng thế lực làm phản tại vùng Hải Dương, Đông Triều, Thủy Đường, tự xưng làm Đế Thích, chiêu mộ quân sĩ hơn 1 vạn người. Lê Tương Dực đích thân xuất chinh đi đánh giặc, ngự ở trên điện ra lệnh điều động các tướng. Sau quân triều đình sang đánh, Trần Cảo lui về đóng ở Trâu Sơn, thuộc phủ Từ Sơn. Tương Dực sai An Hòa hầu là Nguyễn Hoằng Dụ sang đóng quân ở Bồ Đề để chống giữ.
Nguyên quận công Trịnh Duy Sản, bấy giờ có công lao dẹp loạn Trần Tuân, đem lòng oán hận Lê Tương Dực đã từng phạt mình bằng roi trước đây. Duy Sản nghe lời Thái sư Lê Quảng Độ và kẻ hầu là Trình Trí Sâm, âm mưu giết Lê Tương Dực và lập người mới, trở thành quyền thần. Ngày 7 tháng 4 năm đó, Duy Sản xông vào cung tìm và giết chết Lê Tương Dực, giết luôn nhiều quan nội thị theo hầu cận. Bấy giờ cho rằng Duy Sản là kẻ đại nghịch, sự đại loạn cuối đời Lê Sơ đều do y bắt đầu mà ra.
Lê Tương Dực bị giáng làm Linh Ẩn vương (靈隱王), về sau được truy phong làm Tương Dực hoàng đế (襄翼皇帝), táng ở Nguyên Lăng (元陵). Bấy giờ Khâm Đức hoàng hậu nghe tin hoàng đế qua đời, bèn than khóc, nhảy vào điện Mục Thanh đang cháy để chết theo. Người quân sĩ cũng đem xác bà an táng cùng Tương Dực trong Nguyên lăng.

### Chính quyền tàn vong
Sau khi giết Tương Dực Đế, Nguyên quận công Trịnh Duy Sản bèn tính lập con trưởng của Mục Ý vương là Lê Quang Trị, nhưng Vũ Tá hầu Phùng Mại lại muốn lập con trưởng của Cẩm Giang vương là Lê Y (黎椅). Bấy giờ Tường quận công Phùng Dĩnh sai lực sĩ giết chết Mại, rồi lập Quang Trị lên. Nhưng chưa được 3 ngày, Trịnh Duy Đại đã đem Quang Trị về Tây Kinh. Bọn đại thần Trịnh Duy Sản bấy giờ lại đón Lê Y lên ngôi, tức Lê Chiêu Tông.
Bấy giờ, An Hoà hầu Nguyễn Hoằng Dụ đóng quân ở Bồ Đề, nghe tin Trịnh Duy Sản làm việc thí nghịch, liền nổi giận đem quân vượt sông, đốt phá phố xá ở kinh thành, bọn Trần Cảo ùa vào thì thành thất thủ, Thái sư Lê Quảng Độ ra hàng. Trịnh Duy Sản cùng triều đình đưa Chiêu Tông về Tây Kinh. Khi cửa thành bỏ hoang, dân chúng vào thành tranh nhau lấy vàng bạc, châu báu, bạch đàn, xạ hương, lụa là tơ gai đầy trong dân gian; sách vở, hồ tiêu, hương liệu các thứ vứt bỏ trên đường phố cao đến 2 tấc, không thể kể xiết. Người mạnh khoẻ tranh cướp vàng bạc, có người lấy được đến 400 lạng, người yếu cũng được đến hơn 200 lạng. Cung khuyết, kho tàng do vậy mà hết sạch.
Chiếm được kinh thành, Trần Cảo xưng làm Thiên Ứng Đế (天應帝), ra cung điện bàn việc triều đình, dùng Lê Quảng Độ coi việc. Lúc này Thiết Sơn bá Trần Chân, con nuôi của Nguyên quận công Trịnh Duy Sản, tập hợp quân sĩ hơn 6000 người ở chợ Hoàng Hoa (chợ Ngọc Hà ngày nay). Cảo xua Phan Ất đi trấn áp, 2 bên đánh nhau quyết liệt, Trần Chân do không có tiếp viện bèn lui về cố thủ. Bấy giờ Chiêu Tông từ Tây Kinh, hiệu triệu quân 3 phủ, sai các Nguyên quận công Trịnh Duy Sản, An Hòa hầu Nguyễn Hoằng Dụ, Bình Phú hầu Nguyễn Văn Lự (em của Nguyễn Văn Lang), Vĩnh Hưng hầu Trịnh Tuy đem quân thủy bộ cùng tiến thẳng đến Đông Kinh. Đồng thời gửi hịch cho các phủ huyện.
Ngày 23 tháng 3 năm 1516, tại Đông Kinh xảy ra trận chiến ác liệt giữa các thế lực phò Chiêu Tông và Trần Cảo. Cảo liên tục dùng súng, hỏa khí bắn ra để chặn quân triều đình, Nguyên quận công Trịnh Duy Sản, An Tín bá Trịnh Hy, Vĩnh Hưng hầu Trịnh Tuy ra sức chống lại, hết sức dũng mãnh, khiến Cảo phải gắng đóng cửa thành cố thủ. Đến khi thế trận nguy khốn, Cảo mở cửa thành chạy qua sông Đuống, chạy lên Lạng Nguyên.
Ngày 27 tháng 3, Chiêu Tông chính thức đặt niên hiệu là Quang Thiệu (光紹). Bấy giờ Trịnh Duy Đại giữ Quang Trị ở Tây Kinh, nghe đến Chiêu Tông đã chiếm được Đông Kinh, bèn giết Quang Trị và những người em để chạy về Chiêu Tông. Tặc thần Lê Quảng Độ do đầu hàng Trần Cảo bị giết, cùng năm Nguyên quận công Trịnh Duy Sản do đánh tàn dư của Trần Cảo bị tử trận.
Năm 1517, An Hoà hầu Nguyễn Hoằng Dụ có hiềm khích với Vĩnh Hưng bá Trịnh Tuy, đóng quân chống nhau. Hoằng Dụ đóng quân ở phường Đông Hà, Tuy đóng quân ở ngoài thành Đại La chống giữ nhau, kinh thành trở thành chiến trường của 2 bên. Bấy giờ tướng Trần Chân có ân tình với họ Trịnh, thấy Nguyễn Hoằng Dụ đánh Trịnh Tuy bèn đem quân định cứu, đợi khi Hoằng Dụ vào chầu Chiêu Tông thì xông ra bắt. Khi ấy Hoằng Dụ đến cửa Đại Hưng, ngờ có quân của Trần Chân bèn đi thuyền chạy ra Thanh Hóa. Trần Chân gửi thư cho Trấn thủ Sơn Nam là Mạc Đăng Dung khuyên bắt Hoằng Dụ, nhưng Đăng Dung không nghe theo. Năm ấy, trong nước đói to, xác người chết đói nằm gối lên nhau. Những nơi trải qua binh lửa như Đông Triều, Giáp Sơn ở Hải Dương; Yên Phong, Tiên Du, Đông Ngàn ở Kinh Bắc lại càng đói dữ. Trần Chân sau khi đuổi được Hoằng Dụ, tiện tay chiếm giữ Kinh thành.
Năm 1518, Chiêu Tông ra lệnh giết chết Thiết Sơn bá Trần Chân, cùng bè đảng hơn 6 người. Bấy giờ, quyền thế Trần Chân rất lớn, Vũ Xuyên hầu Mạc Đăng Dung còn phải kết thông gia. Trong kinh sư có kẻ hiếu sự làm câu ca rằng: "Trần hữu nhất nhân, vi thiên hạ quân, thố đầu hổ vĩ, tế thế an dân" (Có một người họ Trần, làm vua thiên hạ, đầu thỏ đuôi hổ, trị nước yên dân); Thọ quốc công Trịnh Hựu cùng với Thuỵ quân công Ngô Bính bàn với nhau rằng: Một người họ Trần tức là Trần Chân, đầu thỏ đuôi hổ tức là cuối năm Dần đầu năm Mão, sợ rằng vào năm ấy sẽ có biến loạn, họ khuyên Chiêu Tông sớm trừ đi. Trần Chân bị xử trảm, bêu đầu, đệ tử của Chân là Nguyễn Kính, Hoàng Duy Nhạc, Nguyễn Áng, Nguyễn Hiêu, Cao Xuân Thì họp binh với nhau ở chùa Yên Lãng, đánh sát vào kinh thành. Chiêu Tông nghe tin, đành đem trốn vào Gia Lâm. Bấy giờ, Vĩnh Hưng hầu Trịnh Tuy đóng quân ở xứ Sơn Nam có hơn 1 vạn người, nghe tin quan gia chạy ra ngoài, quân lính tan cả. Thế là quân Sơn Tây thả sức cướp phá, trong thành sạch không, Kinh sư thành bãi săn bắn, đánh cá. Chiêu Tông cho gọi Nguyễn Hoằng Dụ ra đánh bọn Nguyễn Kính. Nhưng Hoằng Dụ lưỡng lự không đi.
Để xoa dịu phe cánh Nguyễn Kính, Chiêu Tông sai giết những người gièm pha Trần Chân trước đây, nhưng Kính vẫn tụ tập cướp phá như trước. Mạc Đăng Dung khuyên Chiêu Tông về Bảo Châu (huyện Từ Liêm), nhưng nội thần Đỗ Nhạc và Nguyễn Dư can ngăn, Đăng Dung đem giết cả hai, đưa Chiêu Tông cùng em là Lê Xuân về Bảo Châu. Sau khi Chiêu Tông rời Đông Kinh, Vĩnh Hưng bá Trịnh Tuy cùng bọn giặc Sơn Tây lập Lê Bảng (黎榜), con của Tĩnh Tu công Lê Lộc (静修公黎禄) lên ngôi, đổi thành Đại Đức Đế (大德帝). Được nửa năm lại phế Bảng mà lập Lê Do (黎槱), đổi thành Thiên Hiến Đế (天宪帝). Cả hai đều là cháu 4 đời của Cung vương Lê Khắc Xương (黎克昌), con thứ hai của Thái Tông Văn Hoàng.

### Mạc Đăng Dung soán vị
Chiêu Tông triệu thông gia của Trần Chân là Vĩnh Xuyên bá Mạc Đăng Dung  đang trấn thủ Hải Dương và An Hòa hầu Nguyễn Hoằng Dụ đem quân đánh bọn Nguyễn Kính, Nguyễn Áng. Hoằng Dụ thua to, quân chết rất nhiều. Hoằng Dụ chạy xuống thuyền, tự liệu không đánh được, liền bãi binh lui về, chỉ để một mình Mạc Đăng Dung ở lại cầm cự với bọn Nguyễn Áng.
Năm 1519, Vĩnh Hưng bá Trịnh Tuy đánh úp Chiêu Tông ở dinh Bồ Đề, bị thua, phải đem Lê Do về Yên Lãng, Yên Lạc (Vĩnh Phú ngày nay). Tháng 7 năm ấy, Mạc Đăng Dung dẹp được Lê Do, bắt giết Do và Nguyễn Sư. Trịnh Tuy bỏ chạy về Tây Kinh, Nguyễn Kính đầu hàng. Cấp phong cho Đăng Dung làm Minh quận công (明郡公).
Năm 1521, Mạc Đăng Dung lại được phong làm Nhân quốc công (仁國公), lĩnh quản binh lực thủy bộ của 13 đạo, lại phong làm Thái phó. Tháng 8, Đăng Dung lãnh quân đến vùng Kinh Bắc, dẹp được Trần Cung, con của Trần Cảo. Lúc này quyền thế của Mạc Đăng Dung rất lớn, kiểm soát toàn bộ triều đình. Dung đem con gái nuôi vào cung hầu, tiếng là chầu hầu, thực ra là để dò xét, coi giữ. Lại cho con trưởng là Mạc Đăng Doanh làm Dục Mỹ hầu (煜美侯), trông coi điện Kim Quang. Đăng Dung đi bộ thì lọng phượng giát vàng, đi thủy thì thuyền rồng giây kéo, ra vào cung cấm, không kiêng sợ gì. Lại giết bọn thị vệ Nguyễn Cấu, Đô lực sĩ Minh Sơn bá Nguyễn Thọ và Đàm Cử.
Ngày 27 tháng 7, năm Quang Thiệu thứ 7 (1522), Chiêu Tông chạy ra huyện Minh Nghĩa ở Sơn Tây (vùng đất nay thuộc tỉnh Hà Tây), lúc đó ông mưu ngầm với bọn Phạm Hiến, Phạm Thứ, sai người đem mật chiếu vào Tây Kinh bảo Trịnh Tuy nghênh viện. Hôm sau Đăng Dung nghe tin, cho người đuổi theo nhưng Chiêu Tông quyết chống lại, chạy vào thành Tây Kinh. Trong kinh thành, Mạc Đăng Dung cùng Thái sư Lượng quốc công Lê Phụ và các công hầu lập em của Chiêu Tông là Lê Xuân lên ngôi. Ngày 11 tháng 8, Mạc Đăng Dung cùng Lê Phụ tôn Lê Xuân lên, tức Lê Cung Hoàng, tuyên bố phế truất Chiêu Tông, gọi là Quang Thiệu Đế (光紹帝). Cung Hoàng lên ngôi, đặt niên hiệu là Thống Nguyên (統元), trong nước lúc đấy tồn tại 2 vị hoàng đế. Cung Hoàng bị Đăng Dung dời đến Hồng Thị, thuộc Hải Dương tạm trú ẩn; ngay khi nghe tin ấy Chiêu Tông ngự về Đông Kinh, thiết lập lại triều đình.
Bấy giờ các xứ Tây, Nam, Bắc thì Chiêu Tông đều lấy được cả, thanh thế lớn. Sau đó, Trịnh Tuy đem quân phủ Thanh Hóa vào chầu, Chiêu Tông nghe lời nịnh mà chém thuộc tướng của Tuy, nên Tuy sinh lòng hận thù. Ngày 18 tháng 10, Trịnh Tuy bắt Chiêu Tông về Thanh Hóa, Tây Kinh, cả nước đều thất vọng. Ngày 18 tháng 12, Mạc Đăng Dung sau khi dẹp phản loạn Giang Văn Dụ, đuổi khỏi kinh thành, đưa Cung Hoàng từ Hồng Thị về kinh sư.
Năm 1523, sau khi Trịnh Tuy đem Chiêu Tông về Thanh Hóa, quân lực Chiêu Tông bị giảm đáng kể, Đăng Dung liên tiếp sai Sơn Đông hầu Mạc Quyết, Quỳnh Khê hầu Vũ Hộ, Dương Xuyên hầu Vũ Như Quế đi đánh Trịnh Tuy ở Thanh Hoa, phá tan quân Tuy. Tuy liền dời Chiêu Tông lên châu Lang Chánh. Năm đó Đang Dung giáng Chiêu Tông làm Đà Dương vương (陀陽王).
Năm 1525, Cung Hoàng phong Mạc Đăng Dung thêm thành Bình chương quốc trọng sự, đem quân đánh Trịnh Tuy, Tuy thua trận bỏ chạy rồi chết. Đăng Dung bắt được Chiêu Tông ở động An Nhân. Về đến kinh sư, Đăng Dung giam Chiêu Tông ở phường Đông Hà. Nghe tin Chiêu Tông bị bắt, các quần thần Phúc Lương hầu Hà Phi Chuẩn, Nghiêm Bá Kỳ, Đàm Thận Huy đều bị truy lùng và giết chết, bấy giờ triều đình đều nằm trong tay Mạc Đăng Dung. Ngày 18 tháng 12, năm 1526, Đang Dung bí mật sai Bái Khê bá Phạm Kim Bảng giết Chiêu Tông ở nơi bị giam, đem xác về chôn ở Vĩnh Hưng lăng.
Năm 1527, Mạc Đăng Dung bắt Cung Hoàng nhường ngôi, lập ra nhà Mạc. Bấy giờ, thần dân trong Kinh đều theo Mạc Đăng Dung và đều đón Đăng Dung vào Kinh.

### Nhận định
Giống như Hai Bà Trưng, Lý Nam Đế, Mai Hắc Đế, Phùng Hưng, nhà Hậu Lê lên cầm quyền ở Việt Nam nhờ công đánh đuổi người phương Bắc để giành lại nước. Nhưng khác với thế hệ trước, nhờ có cơ sở vững chắc 470 năm liên tục (938 - 1407) do các triều đại Ngô - Đinh - Tiền Lê - Lý - Trần trước đó tạo dựng nên thành quả đánh ngoại xâm của nhà Hậu Lê được giữ gìn trong thời gian dài. Nước Đại Việt thời nhà Hậu Lê tồn tại được 100 năm (1428 - 1527).
Tai họa người Minh gây ra, từ cổ xưa chưa bao giờ có. Thái Tổ Cao hoàng đế đem quân một lữ diệt được giặc mạnh trăm vạn quân, trong hơn 10 năm mà thiên hạ đại định, việc ấy cũng đã khó rồi. Lại còn đích thân đem sáu quân, đánh dẹp bốn cõi, bình được Mường Lễ, Cẩu Hiểm, dẹp được Thái Nguyên, Tuyên Quang; Chiêm Thành phải phục tùng, Ai Lao phải khiếp sợ. Công đức lớn lao, không ai hơn được. Nhưng làm nhiều chuyện chém giết, có nhiều điều bất nhân. Thái Tông hoàng đế trọng đạo sùng nho, mở khoa thi chọn người tài, dùng người hiền nghe lời can, kính trời, chăm dân, cũng là bậc vua siêng năng. Nhưng say đắm tửu sắc, khi chết không được vẹn toàn. Nhân Tông hoàng đế trong tuổi ấu thơ, giữ vận phong hanh, mẫu hậu nắm quyền, trong cõi yên tĩnh. Nhưng không may gặp biến, rất đáng xót thương. Thánh Tông hoàng đế đương lúc trong nhà có hoạn nạn, mọi người cùng suy tôn lên giữ ngôi cao, sửa làm trăm việc. Lập phủ vệ, định quân chế, chấn hưng lễ nhạc, chọn dùng người liêm khiết tài năng, đánh dẹp Bắc phương, mở mang bờ cõi. Trà Toàn chịu bắt, Lão Qua tan vỡ, nước Lưu Cầu xe thây, giặc Cầm Công chạy chết, bốn rợ thần phục, tám cõi hướng theo, trong khoảng 38 năm, thiên hạ yên trị. Sao mà phồn thịnh vậy! Hiến Tông để lòng mưu trị mà ở ngôi không lâu, Túc Tông tôn sư trọng đạo mà ít tuổi, chết yểu. Nối theo thì Mẫn Lệ bạo ngược vô đạo, Linh Ân cướp nước giết vua, Đà Dương Vương thì nội loạn bị cưỡng bức, Cung Hoàng Đế thì ngôi trời đã chuyển dời, còn làm gì được nữa!— "Đại Việt sử ký toàn thư", Quyển XV, Kỷ nhà Lê, Chiêu Tông Thần Hoàng Đế

Nhà Lê, kể từ vua Thái-tổ cho đến vua Cung-hoàng vừa một trăm năm (1428-1527), được 10 ông vua. Nhưng trong bấy nhiêu ông, trừ vua Thái-tổ ra, thì chỉ có vua Thánh-tông và vua Hiến-tông là đã lớn tuổi mới lên ngôi, còn thì ông nào lên làm vua cũng còn trẻ tuổi cả. Vì thế cho nên việc triều-chính mỗi ngày một suy-kém, lại có những ông vua hoang-dâm, làm lắm điều tàn-bạo để đến nổi trong nước xảy ra nhiều sự biến loạn.

Vậy vận nhà Lê phải lúc trung-suy, nhưng công-đức vua Thái-tổ và vua Thánh-tông làm cho lòng người không quên nhà Lê, cho nên dầu nhà Mạc có cướp ngôi cũng không được lâu bền, và về sau họ Trịnh tuy có chuyên-quyền nhưng cũng chỉ giữ ngôi chúa, chứ không dám cướp ngôi vua.— Trần Trọng Kim, "Việt Nam sử lược", Chương XV

## Xây dựng quốc gia

### Bộ máy hành chính
Lê Thái Tổ chia nước ra làm 5 đạo, đạo mới đặt gọi là Hải Tây đạo, gồm cả Thanh Hóa, Nghệ An, Tân Bình và Thuận Hóa. Trong các đạo, đạo nào cũng có quan Hành khiển để giữ sổ sách về việc quân-dân.
Dưới đạo là phủ, huyện (miền núi gọi là châu), xã, thôn. Đến thời vua Lê Thánh Tông đổi chia 5 đạo thành 13 đạo thừa tuyên, thay chức An phủ sứ đứng đầu ở mỗi đạo bằng 3 ti phụ trách ba mặt hoạt động khác nhau ở mỗi đạo thừa tuyên (tỉnh). Dưới đạo thừa tuyên (tỉnh) có phủ, huyện, xã, thôn.
Bộ máy chính quyền phong kiến được hoàn thiện dần và đến thời Lê Thánh Tông thì được các nhà nghiên cứu đánh giá là hoàn chỉnh nhất. Đứng đầu triều đình là Hoàng đế, thứ dưới là hệ thống quan liêu chặt chẽ. Để tập trung quyền lực vào Hoàng đế, Lê Thánh Tông bãi bỏ một số chức vụ cao cấp nhất như Tướng quốc, Đại tổng quản, Đại hành khiển... Hoàng đế trực tiếp nắm mọi quyền hành kể cả chức tổng chỉ huy quân đội.
Đời Lê Thái Tổ chỉ có 3 bộ: Lại, Lễ, Dân (tức Hộ Bộ). Lê Thánh Tông tổ chức thành lục bộ:
- Lại bộ: Trông coi việc tuyển bổ, thăng thưởng và thăng quan tước;
- Lễ bộ: Trông coi việc đặt và tiến hành các nghi lễ, tiệc yến, học hành thi cử, đúc ấn tín, cắt giữ người coi giữ đình, chùa, miếu mạo;
- Hộ bộ: Trông coi công việc ruộng đất, tài chính, hộ khẩu, tô thuế kho tàng, thóc tiền và lương, bổng của quan, binh;
- Binh bộ: Trông coi việc binh chính, đặt quan trấn thủ nơi biên cảnh, tổ chức việc giữ gìn các nơi hiểm yếu và ứng phó các việc khẩn cấp;
- Hình bộ: Trông coi việc thi hành luật, lệnh, hành pháp, xét lại các việc tù, đày, kiện cáo;
- Công bộ: Trông coi việc xây dựng, sửa chữa cầu đường, cung điện thành trì và quản đốc thợ thuyền.

Dưới thời Lê Thánh Tông, các quan chỉ được làm việc tối đa đến tuổi 65 và ông bãi bỏ luật cha truyền con nối cho các gia đình có công – công thần. Ông tôn trọng việc chọn quan phải là người có tài và có đức.

### Kinh tế

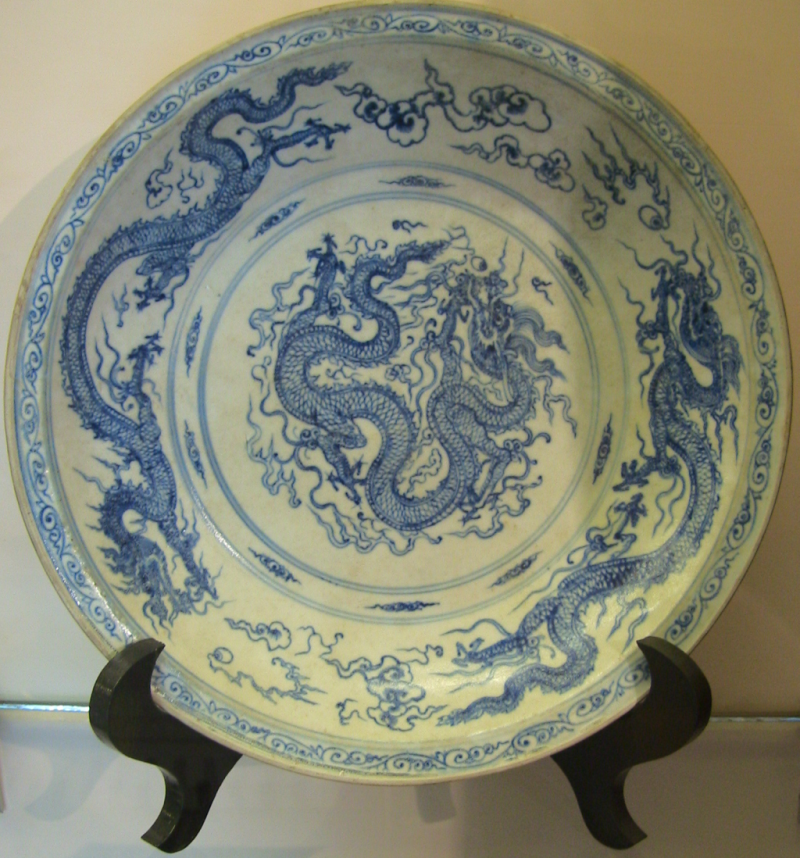
Đĩa gốm men lam trang trí rồng thế kỷ 15

#### Nông nghiệp
20 năm dưới ách thống trị của phong kiến nhà Minh, đời sống nhân dân Đại Việt rất cực khổ. Để nhanh chóng phục hồi và phát triển nông nghiệp, Lê Thái Tổ cho 25 vạn lính (trong tổng số 35 vạn) về quê làm ruộng ngay sau chiến tranh. Còn lại 10 vạn người được chia làm 5 phiên thay nhau về quê sản xuất. Nhà Lê kêu gọi dân phiêu tán về quê làm ruộng, đặt ra một số chức quan chuyên lo về nông nghiệp như Khuyến nông sứ, Hà đê sứ, Đồn điền sứ và định lại chính sách chia ruộng đất công làng xã gọi là phép quân điền; cấm giết trâu bò bừa bãi, cấm điều động dân phu trong mùa cấy gặt.
Nhà Lê còn đẩy mạnh việc lập đồn điền và khẩn hoang nhằm khai thác những vùng đất mới. Nhờ những chính sách tích cực, nông nghiệp đã đảm bảo tương đối đời sống nhân dân trong nước. Nhân dân thời Lê có câu thơ:
Đời vua Thái Tổ, Thái Tông,
Con bế, con dắt, con bồng, con mang...
Đời vua Thái Tổ, Thái Tông,
Thóc lúa đầy đồng trâu chẳng buồn ăn.

#### Thủ công nghiệp

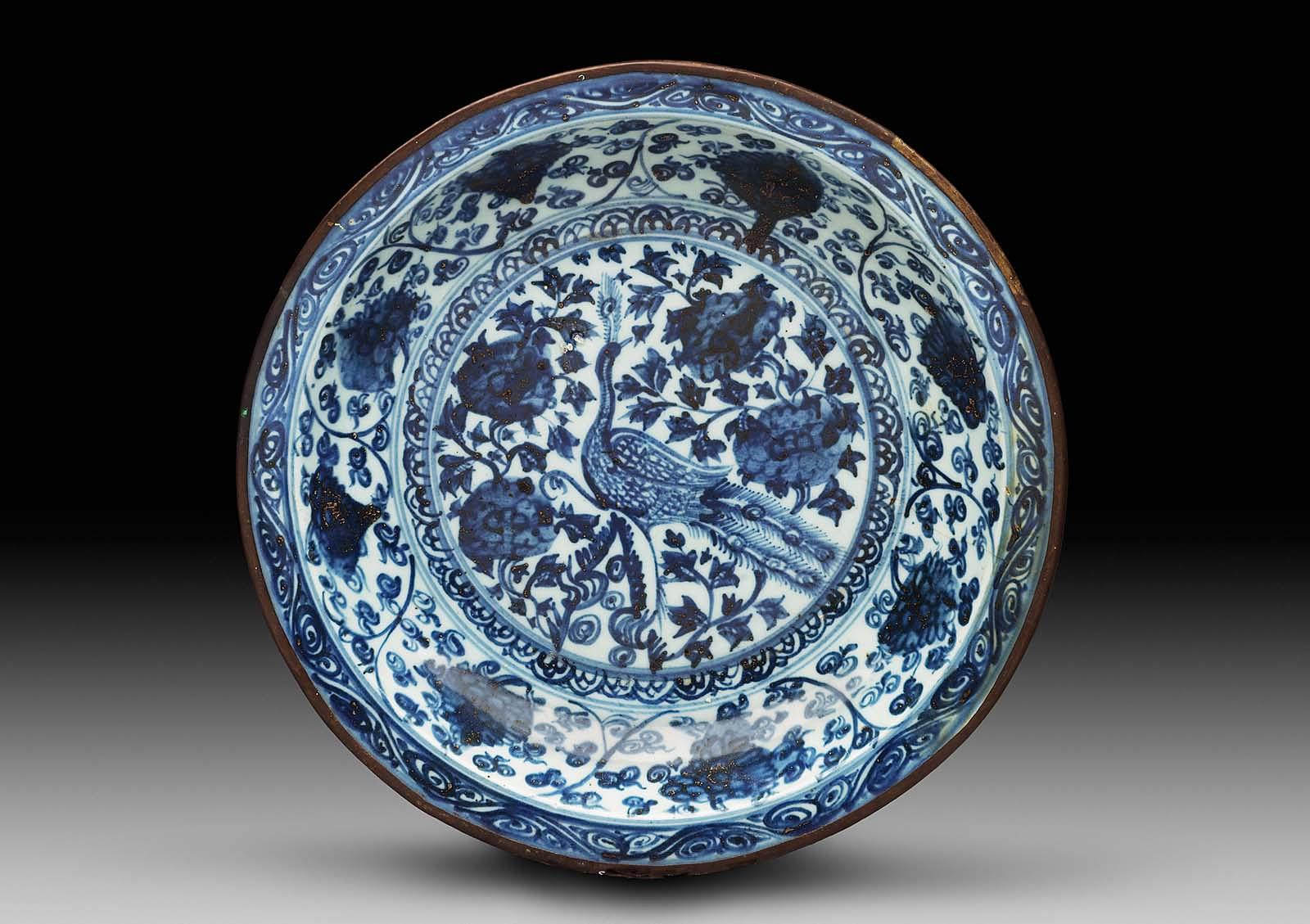
Đĩa sứ Chu Đậu với hoạ tiết chùm nho và công phụng

Nhờ sự quan tâm đến việc phát triển thương nghiệp nên nền nông nghiệp đã phát triển mạnh mẽ. Các nghề thủ công như: dệt lụa, ươm tơ, dệt vải, nghề mộc, nghề chạm, nghề đúc đồng cũng phát triển. Kinh đô Đông Kinh sầm uất, nhộn nhịp tồn tại phát triển đến tận ngày nay. Phường Yên Thái làm giấy, phường Nghi Tàm dệt vải lụa, phường Hà Tân nung vôi, phường Hàng Đào nhuộm điều, phường Ngũ Xá đúc đồng, phường gạch và gốm sứ Bát Tràng và nhiều phường khác.
Các ngành nghề thủ công truyền thống ở các làng xã như kéo tơ, dệt lụa, đan lát, làm nón, đúc đồng, rèn sắt, làm đồ gốm v.v... ngày càng phát triển. Nhiều làng thủ công chuyên nghiệp nổi tiếng ra đời. Đông Kinh là nơi tập trung nhiều ngành nghề thủ công nhất.
Các công xưởng do nhà nước quản lý gọi là Cục Bách tác sản xuất đồ dùng cho nhà vua, vũ khí, đóng thuyền, đúc tiền đồng...; các nghề khai mỏ đồng, sắt, vàng được đẩy mạnh.

#### Thương mại

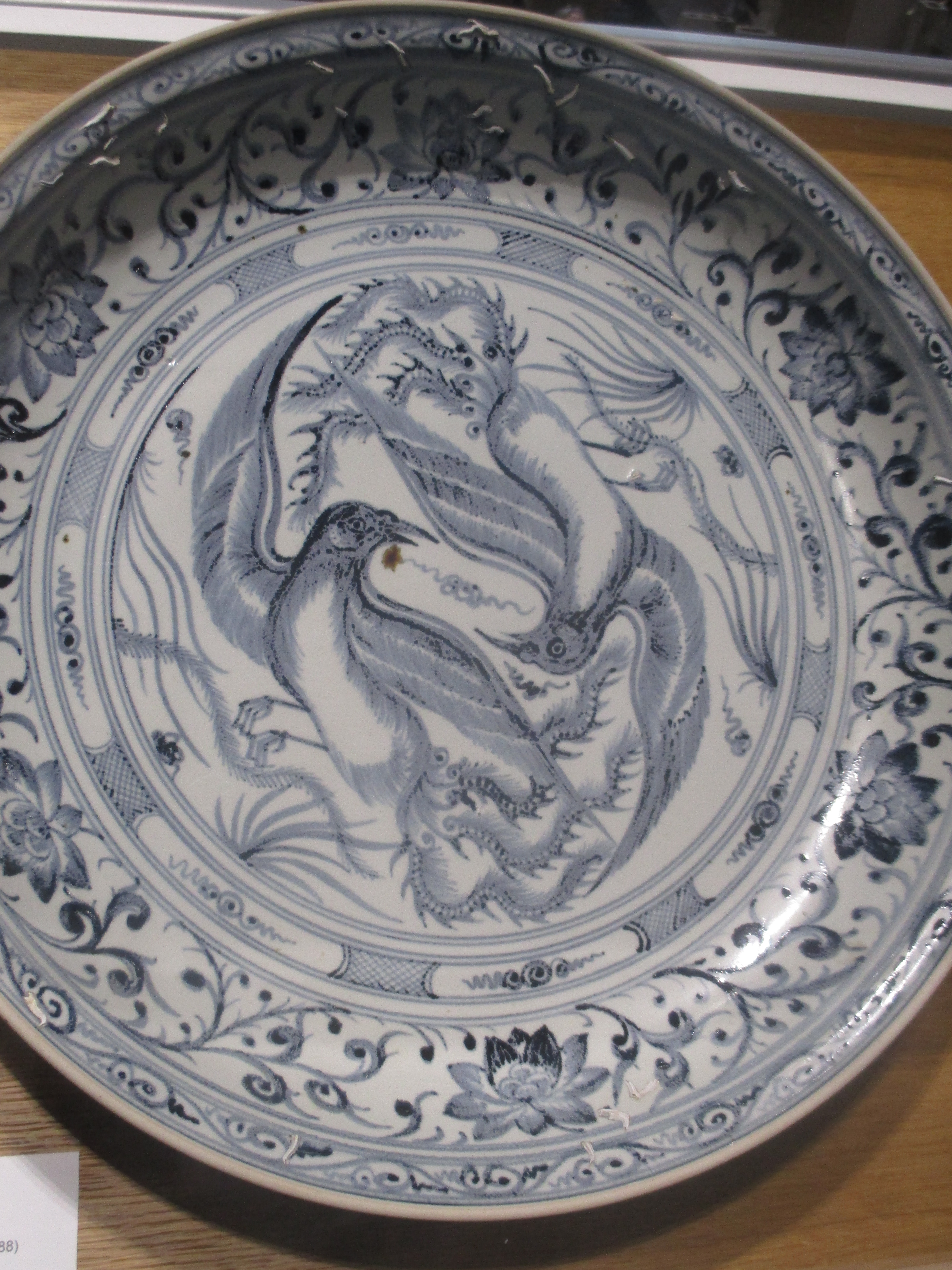
Đĩa gốm Chu Đậu có họa tiết chim cuối thế kỷ XV

Triều đình khuyến khích lập chợ mới, họp chợ, ban hành những điều luật cụ thể quy định việc thành lập chợ và họp chợ.
Việc buôn bán với nước ngoài được duy trì. Thuyền bè các nước láng giềng qua lại buôn bán ở một số cửa khẩu như Vân Đồn, Vạn Ninh (Quảng Ninh), Hội Thống (Hà Tĩnh) và một số địa điểm ở Lạng Sơn, Tuyên Quang được kiểm soát chặt chẽ. Các sản phẩm sành sứ, vải lụa, lâm sản quý là những thứ hàng được thương nhân nước ngoài ưa chuộng.
Tuy nhiên, cùng với thủ công nghiệp, thương mại vẫn bị nhà nước ức chế. Thời nhà Lê, chính quyền dùng chính sách bế quan tỏa cảng. Nhà Lê hạn chế ngoại thương hơn cả nhà Lý, nhà Trần. Các tàu ngoại quốc tới buôn bán đều phải đậu ở Vân Đồn. Dân buôn muốn đi buôn bán thì phải có giấy phép, về cũng phải có giấy phép. Quan lại vô cớ tới Vân Đồn, dân chúng tự tiện đón tàu vào buôn bán cũng đều bị xử tội.

### Giáo dục
Ngay sau khi lên ngôi, Lê Thái Tổ cho dựng lại Quốc Tử Giám ở Đông Kinh, mở trường học các lộ, mở khoa thi và cho phép người nào có học đều được dự thi. Đa số dân đều có thể đi học, đi thi trừ những kẻ phạm tội và làm nghề ca hát.
Ở các đạo phủ có trường công. Nhà nước tuyển chọn người giỏi, có đạo đức để làm thầy giáo. Nội dung học tập thi cử là sách của nhà Nho. Thời Lê sơ (1428-1527) tổ chức được 26 khoa thi tiến sĩ, lấy đỗ 989 tiến sĩ, 20 trạng nguyên. Riêng thời Lê Thánh Tông, tổ chức được 12 khoa thi tiến sĩ, lấy đỗ 501 tiến sĩ, 9 trạng nguyên.
Học chế thời Lê mở rộng hơn các thời trước, không cấm con em nhà thường dân đi học như thời nhà Lý, nhà Trần. Tài liệu học tập thì gồm mấy bộ Tứ Thư, Ngũ Kinh tinh túy, Bắc sử (Sử Trung Quốc). Phương pháp giáo dục chỉ có 2 nguyên tắc chủ chốt là trừng phạt bằng roi vọt và học thuộc lòng. Ngoài ra còn nguyên tắc lặp lại tư tưởng cổ nhân và biểu diễn bằng những câu sáo rỗng.
Lê Thánh Tông khởi xướng và cho lập bia tiến sĩ lần đầu tiên ở Văn Miếu - Quốc Tử Giám vào năm 1484, các đời vua sau này tiếp tục bổ sung thêm các tấm bia vinh danh mới. Cùng với việc xây dựng thiết chế mới, Lê Thánh Tông đẩy mạnh phát triển giáo dục, đào tạo nhân tài. Ngoài Hàn lâm viện, Quốc sử viện, nhà Thái học, Quốc Tử Giám là những cơ quan văn hóa, giáo dục lớn, Lê Thánh Tông còn cho xây kho bí thư chứa sách, đặc biệt đã sáng lập Hội Tao Đàn bao gồm những nhà văn hóa có tiếng đương thời mà Lê Thánh Tông là Tao Đàn chủ soái. Việc thi cử, học tập thường xuyên và rất nhiều tiến sĩ, trạng nguyên đỗ đạt và thành danh.
Thời Lê sơ, Nho giáo chiếm vị trí độc tôn; Phật giáo và Đạo giáo bị hạn chế. Phật giáo bị đẩy lui xuống sinh hoạt ở các làng xã, trong khi đó Nho giáo lại được coi trọng và lên ngôi, đặc biệt là khu vực triều đình và giới Nho học. Đó là đặc điểm chính của thời kỳ này. Mặt khác do trước đó chịu sự tận diệt của nhà Minh nên nhiều chùa chiền, cung điện và các phật tử phát triển rực rỡ ở các triều đại nhà Lý, nhà Trần đã bị xóa bỏ.
Hệ thống Nho giáo này do phong kiến nhà Lê bắt chước theo nhà Minh của Trung Quốc. Người học tuyệt đối không ai được phát huy ý kiến riêng của mình, cấm chỉ tự do tư tưởng. Nhà nghiên cứu Đào Duy Anh cho rằng kiểu người điển hình do phương pháp giáo dục này đào tạo là người hủ nho hoàn toàn trung thành với chế độ quân chủ nhà Lê.

### Luật pháp
Về luật pháp, Bộ Quốc triều hình luật của nhà Hậu Lê đã được hoàn thiện trong thời Lê Thánh Tông, nên còn được gọi là Luật Hồng Đức. Với bộ luật này, Đại Việt đã hình thành một nhà nước pháp quyền sơ khởi và thuộc loại sớm trên thế giới. Lê Thánh Tông đã lấy những quan điểm của nho giáo làm hệ tư tưởng, chỉ đạo việc biên soạn, ban hành luật pháp, nhằm thể chế hóa một nhà nước phong kiến Đại Việt, với truyền thống nhân nghĩa, lấy dân làm gốc.
Nội dung chính của bộ luật là bảo vệ quyền lợi của vua hoàng tộc; bảo vệ quyền lợi của quan lại và giai cấp thống trị địa chủ phong kiến. Đặc biệt bộ luật có những điều luật bảo vệ chủ quyền quốc gia, khuyến khích phát triển kinh tế, gìn giữ những truyền thống tốt đẹp của dân tộc, bảo vệ một số quyền lợi của phụ nữ.

### Xã hội

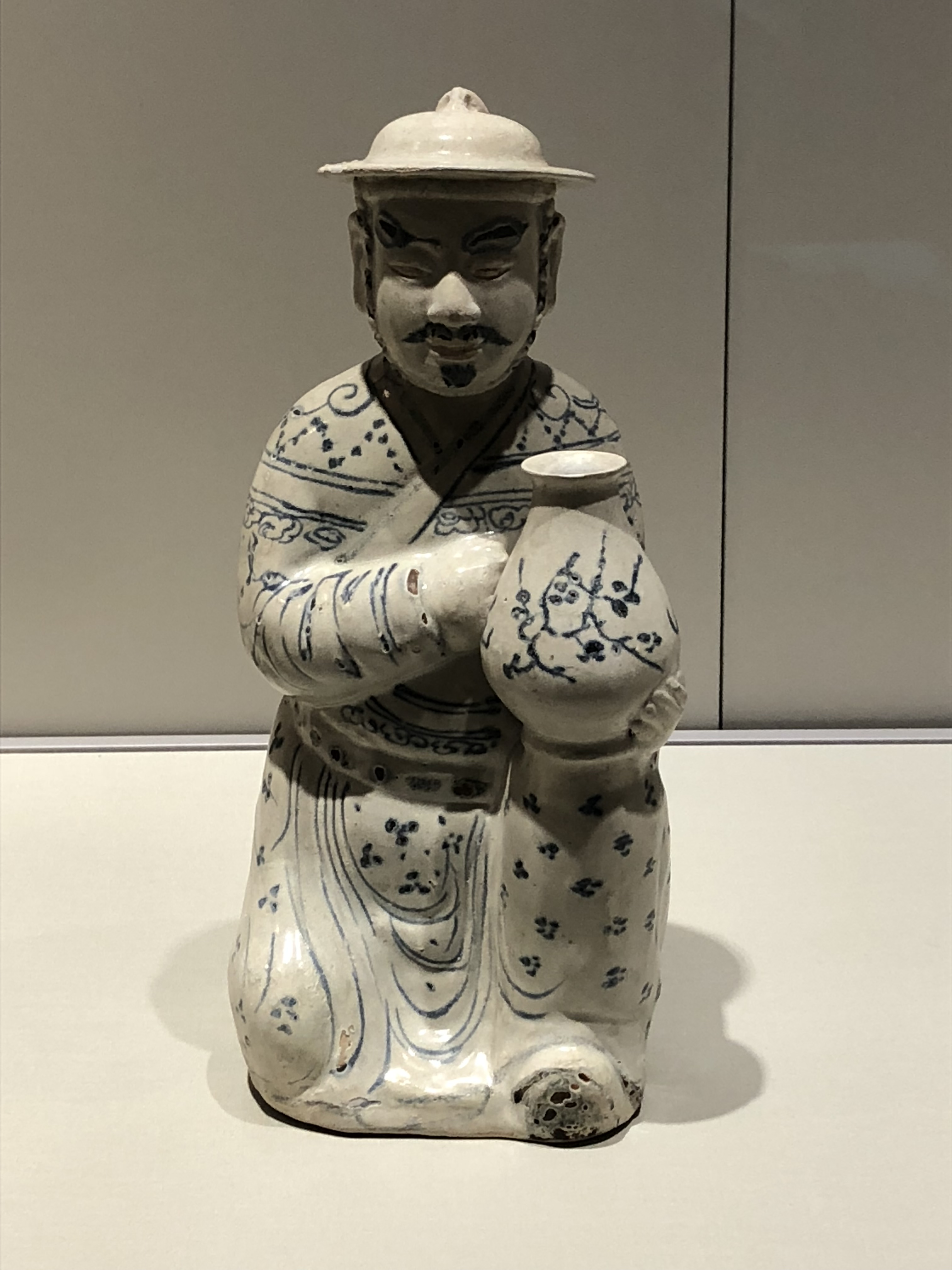
Tượng người Mông Cổ - đồ gốm Chu Đậu thế kỷ XV

Trong xã hội, giai cấp nông dân chiếm tuyệt đại đa số dân cư sống chủ yếu ở nông thôn. Họ có rất ít hoặc không có ruộng đất phải cày ruộng đất công, nộp tô thuế, đi phục dịch cho nhà nước (đi lính, đi phu...) hoặc phải cày cấy ruộng thuê của địa chủ, quan lại và phải nộp một phần hoa lợi (gọi là tô) cho chủ ruộng.
Nông dân là giai cấp bị bóc lột nghèo khổ trong xã hội. Tầng lớp thương nhân, thợ thủ công ngày càng đông hơn; họ phải nộp thuế cho nhà nước và không được xã hội phong kiến coi trọng.
Nô tì là tầng lớp thấp kém nhất trong xã hội bao gồm cả người Việt, người Hoa, dân tộc ít người. Pháp luật nhà Lê hạn chế nghiêm ngặt việc bán mình làm nô hoặc bức dân tự do làm nô tì. Nhờ vậy số lượng nô tì giảm dần.
Nhờ chính sách khuyến nông, cuộc sống của nhân dân được ổn định, dân số ngày càng tăng. Nhiều làng mới được thành lập. Các nhà nghiên cứu Việt Nam tự nhận Đại Việt đã trở thành một quốc gia có uy thế trong khu vực Đông Nam Á.

### Văn học, khoa học, nghệ thuật

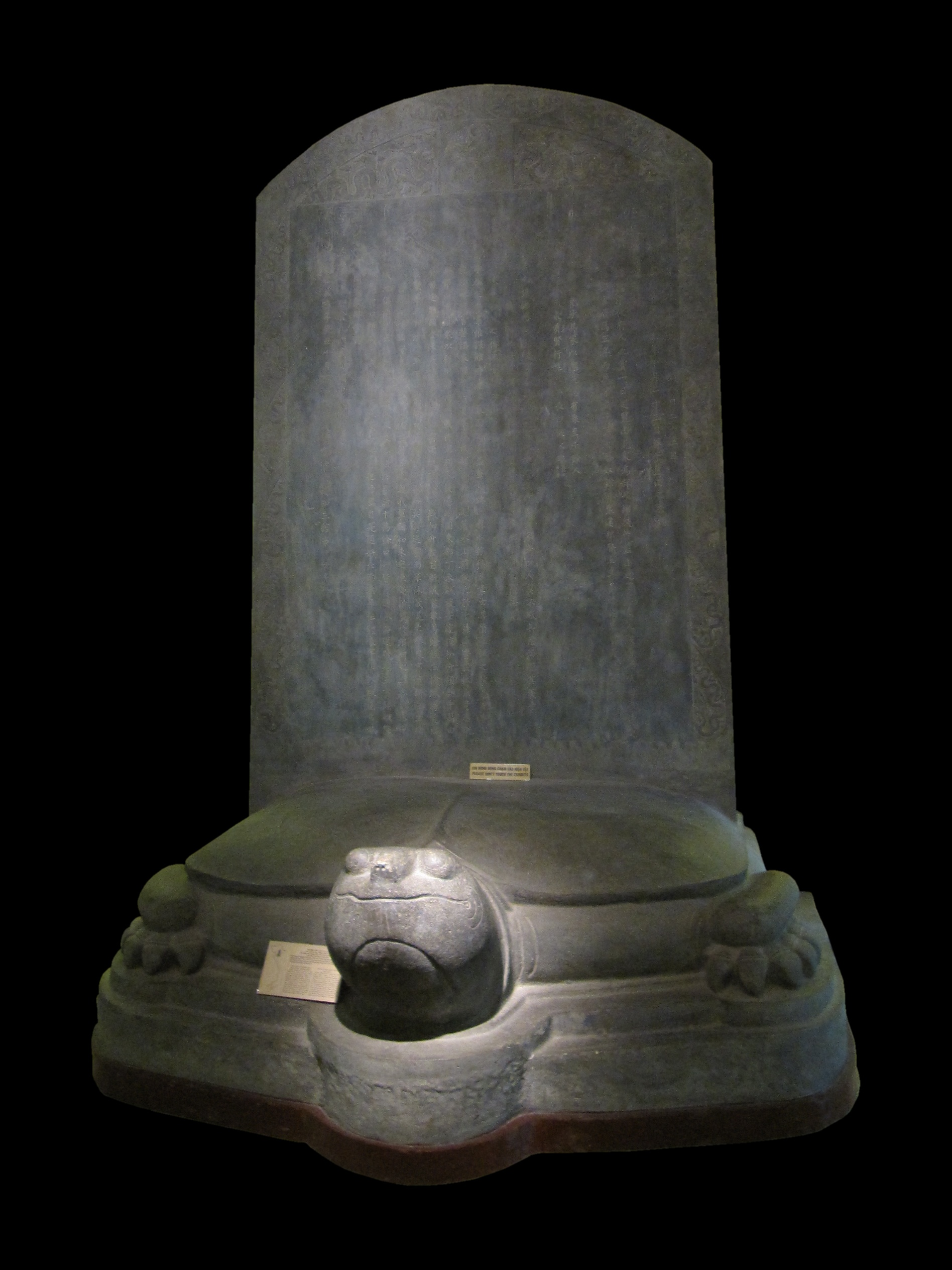
Phiên bản bia Vĩnh Lăng, Lam Kinh, Hà Nội

- Văn học chữ Hán tiếp tục chiếm ưu thế, có hàng loạt tập văn thơ nổi tiếng. Văn học chữ Nôm giữ một vị trí quan trọng. Văn thơ chữ Hán có những tác phẩm nổi tiếng như: Quân trung từ mệnh tập, Bình Ngô đại cáo, Quỳnh uyển cửu ca,... Văn thơ chữ Nôm có Quốc âm thi tập, Hồng Đức quốc âm thi tập, Thập giới cô hồn quốc ngữ văn v.v...[15]. Ngoài ra, văn học thời Lê Sơ xuất hiện một bộ phận tác giả chuyên sử dụng văn học làm công cụ chỉ để ca ngợi nhà vua. Phần lớn các tác phẩm loại này được viết với lời lẽ rất trau chuốt, ý tứ cầu kỳ và tình cảm giả tạo[16].
- Sử học có tác phẩm: Đại Việt sử ký (10 quyển) của Lê Văn Hưu, Đại Việt sử ký toàn thư (15 quyển) của Ngô Sĩ Liên, Lam Sơn thực lục của Nguyễn Trãi, Đại Việt thông giám của Vũ Quỳnh, Việt giám thông khảo tổng luận của Lê Tung, Hoàng triều quan chế,...
- Địa lý học có sách Hồng Đức bản đồ, Dư địa chí, An Nam hình thăng đồ,... của Nguyễn Trãi.
- Y học có công trình Bản thảo thực vật toát yếu của Phan Phu Tiên và Bảo anh lương phương của Nguyễn Trực.
- Toán học có các tác phẩm Đại thành toán pháp của Lương Thế Vinh, Lập thành toán pháp của Vũ Hữu.
- Ngoài ra, thời Lê sơ cũng cho biên soạn Điển lệ là loại sách tổng hợp thành tựu của nhiều ngành. Bộ Thiên Nam dư hạ tập gồm 100 quyển của Lê Thánh Tông cũng là 1 ví dụ cụ thể.
- Nghệ thuật sân khấu như ca múa nhạc, chèo, tuồng được phục hồi nhanh chóng và phát triển nhất là chèo tuồng. Âm nhạc cung đình được hình thành từ thời Lê Thái Tông.
- Nghệ thuật kiến trúc và điêu khắc thời Lê sơ biểu hiện rõ rệt và đặc sắc ở các công trình lăng tẩm cung điện tại Lam Kinh, những đồ vật còn sót lại cho thấy tay nghề tinh xảo, tư duy quy mô lớn của nghệ nhân đương thời. Hiện nay còn lại một số dấu vết của Lam Kinh ở Thanh Hóa như nền cột, bậc thềm, một số con vật bằng đá. Cung điện Lam Kinh xây dựng trên một khu đất hình chữ nhật dài 314 mét rộng 254 mét, có tường thành bao bọc dày 1m. Trong các bia đá, nổi tiếng nhất là bia Vĩnh Lăng (viết về Lê Thái Tổ).

### Tổ chức quân đội
Hoàng đế Lê Thánh Tông ra sắc chỉ đầu tiên là chỉnh đốn lại quân đội, đôn đốc và thực hiện các bước để tăng cường các khả năng chiến đấu của các vệ quân năm đạo. Việc canh phòng và cảnh giác về vấn đề biên cương rất chặt chẽ và cẩn thận nên triều đình nhà Minh rất tôn trọng và có phần e ngại. Lê Thánh Tông cải tổ quân đội mạnh mẽ về mặt tổ chức, trước đó quân đội chia làm 5 đạo vệ quân, nay đổi làm 5 phủ đô đốc. Mỗi phủ có vệ, sở. Bên cạnh còn có 2 đạo nội, ngoại, gồm nhiều ti, vệ.
Ngoài tổ chức quân thường trực, Lê Thánh Tông còn chú ý lực lượng quân dự bị ở các địa phương gọi là chế độ Ngụ binh ư nông: khi đất nước có giặc ngoại xâm thì tất cả quân lính đều tại ngũ chiến đấu cùng toàn dân; khi hòa bình thì thay phiên nhau về làm ruộng. Ban hành 43 điều quân chính là luật quân đội Lê Thánh Tông ban hành cho thấy kỷ luật quân đội của ông rất nghiêm ngặt, có sức chiến đấu cao.
Quân đội có hai bộ phận chính: quân ở triều đình và quân ở các địa phương; bao gồm bộ binh, thủy binh, tượng binh, kỵ binh. Vũ khí quân sự dưới thời Lê Thánh Tông đã có những tiến bộ vượt bậc; gồm súng hỏa mai, đao, kiếm, giáo, mác, cung, tên, hỏa đồng, hỏa pháo. Được trang bị hết sức đầy đủ, hùng mạnh.
Hằng năm quân lính được luyện tập võ nghệ chiến trận. Vùng biên giới đều có bố trí quân đội mạnh canh phòng và bảo vệ không để xâm lấn.

## Gây chiến tranh xâm lược

### Đánh Chiêm Thành
Chúa Chiêm Thành là Trà Toàn bỏ tiến cống nhà Lê, thường xâm lấn biên giới phía nam Đại Việt. Năm 1470, Trà Toàn sai sứ thần sang cầu viện nhà Minh, thân hành đem 10 vạn quân thủy, bộ cùng voi ngựa đến đánh úp Hóa Châu. Viên tướng trấn giữ Hóa Châu Phạm Văn Hiển chống không nổi, phải đóng cửa thành chống giữ, cho người phi ngựa đem văn thư cáo cấp về Đông Kinh.
Tháng 10 năm ấy, Lê Thánh Tông sai sứ đem việc Chiêm Thành đánh úp biên giới sang báo cáo với nhà Minh, và thân chinh cầm 200.000 quân tiến vào đất Chiêm Thành. Tháng 3 năm 1471, kinh đô Đồ Bàn của Chiêm Thành thất thủ. Theo Đại Việt Sử ký Toàn thư, hơn 30.000 người Chiêm bị bắt, trong đó có chúa Trà Toàn. 40.000 lính Chiêm Thành đã tử trận.
Bấy giờ một tướng Chiêm là Bô Trì Trì chạy về đất Phan Lung, cử sứ sang cống và xin xưng thần với Đại Việt. Theo Việt Nam Sử lược, Thánh Tông có ý muốn làm cho Chiêm Thành yếu đi, mới chia đất Chiêm ra làm 3 nước, phong 3 quốc vương: 1 nước gọi là Chiêm Thành, 1 nước nữa là Hóa Anh và 1 nước nữa là Nam Phan.
Sau khi Trà Toàn bị bắt, em là Trà Toại trốn vào núi, sai người sang cầu cứu nhà Minh và xin phong vương. Được tin, Lê Thánh Tông sai Kỳ quận công Lê Niệm đem 3 vạn quân vào đánh, Trà Toại bị bắt giải về kinh. Về sau, Minh Hiến Tông sai sứ sang bảo Thánh Tông phải trả đất cho Chiêm Thành, nhưng ông nhất quyết không chịu.
Sau chiến thắng, Lê Thánh Tông thực hiện chính sách mới, bình định và Việt hóa dân chúng người Chiêm Thành và sáp nhập lãnh thổ miền bắc Chiêm Thành (từ đèo Hải Vân tới bắc Phú Yên ngày nay) vào Đại Việt. Tháng 6 năm 1471, lãnh thổ miền bắc Chiêm Thành được lập thành thừa tuyên Quảng Nam và vệ Thăng Hoa.

### Đánh Bồn Man, dẹp Lão Qua
Bồn Man, lãnh thổ gồm miền tây Nghệ An, tỉnh Huaphanh và tỉnh Sơn La ngày nay, trước đây đã xin nội thuộc Đại Việt, đổi thành châu Quy Hợp dưới quyền các tù trưởng họ Cầm, sau đó đổi thành phủ Trấn Ninh, và đặt quan phủ huyện để trị vì. Nay Cầm Công, với sự giúp đỡ của người Lão Qua, đánh đuổi quân Đại Việt, rồi ra quân chống giữ với quan quân.
Năm 1479, có tù trưởng xứ Bồn Man là Cầm Công làm phản, xúi giục người Lão Qua cầm binh quấy nhiễu miền tây Đại Việt.
Lê Thánh Tông sai Thái uý Lê Thọ Vực cùng các tướng Trịnh Công Lộ, Lê Đình Ngạn, Lê Lộng và Lê Nhân Hiếu chia quân làm 5 đạo đi từ Nghệ An, Thanh Hóa và Hưng Hóa đánh đuổi quân Lão Qua tới sông Kim Sa giáp với Miến Điện. Quân Đại Việt toàn thắng.
Lê Thánh Tông bèn ngự giá thân chinh, nhưng khi tới Phù Liệt, được tin quân Đại Việt thắng Lão Qua thì rút về và cử Kỳ quận công Lê Niệm đem quân đi đánh. Kết quả là những người Bồn Man ra hàng, tù trưởng là Cầm Công cũng tử trận.
Sau đó, Thánh Tông phong người họ Cầm Công là Cầm Đông làm Tuyên úy Đại sứ và đặt lại quan cai trị như trước, đặt vùng đất mới này là xứ Trấn Ninh.

## Ngoại giao

### Với Trung Quốc
Đến thời Lê Thánh Tông, quân Đại Việt phát triển mạnh, xâm lược Lào, Chiêm nên gây được sự chú ý, Đại Minh lấy lễ nghĩa mà đãi Đại Việt, quan hệ giữa hai nước vẫn được hòa bình.
Đại Việt bấy giờ có lệ xưng thần với nhà Minh, nhưng các vua Lê vẫn phòng bị mặt bắc. Thỉnh thoảng hai bên vẫn xảy ra những vụ lấn cướp biên giới qua lại, có những thổ dân sang quấy nhiễu, thì lập tức vua Lê cho quan quân lên dẹp yên và cho sứ sang Trung Quốc để phân giải mọi sự cho minh bạch. Suốt từ thời Lê Thái Tông đến Lê Thánh Tông, trong gần 50 năm liên tục xảy ra những vụ tranh chấp vùng biên giới tây bắc hoặc đông bắc, nhưng cuối cùng không xảy ra chiến tranh.
Lê Thánh Tông thường bảo với triều thần:
| “ | Ta phải giữ gìn cho cẩn thận, đừng để ai lấy mất 1 phân núi, 1 tấc sông do vua Thái Tổ để lại. | ” |

### Với các nước Đông Nam Á
Sau khi Đại Việt đánh hạ Chiêm Thành, nhiều vương quốc láng giềng phía Tây bắt đầu cử sứ thần đến thông hiếu. Quan điểm của Vua Lê Thánh Tông là vừa tiếp đãi, vừa dè chừng họ. Năm 1485, nhà vua ra lệnh vệ Cẩm y phải nghiêm ngặt tiếp rước và canh giữ, đề phòng các sứ giả Chiêm Thành, Lão Qua (Lan Xang), Xiêm La (các quốc gia thuộc Thái Lan), Trảo Oa (Java), Lộ Lạc (Malakka) dò xét nội tình Đại Việt.

## Các Hoàng đế và Hoàng hậu nhà Lê sơ

### Danh sách
| Miếu hiệu  | Thụy hiệu | Tên húy                                     | Năm       | Niên hiệu                                    | Lăng           | Vợ                                                                         |
| ---------- | --- | ------------------------------------------- | --------- | -------------------------------------------- | -------------- | -------------------------------------------------------------------------- |
| Thái Tổ    | Thống Thiên Khải Vận Thánh Đức Thần Công Duệ Văn Anh Vũ Khoan Minh Dũng Trí Hoàng Nghĩa Chí Minh Đại Hiếu Cao Hoàng đế | Lê Lợi                                      | 1428-1433 | Thuận Thiên                                  | Vĩnh Lăng      | Cung Từ Cao Hoàng hậu                                                      |
| Thái Tông  | Kế Thiên Thể Đạo Hiển Đức Thánh Công Khâm Minh Văn Tư Anh Duệ Triết Chiêu Hiến Kiến Trung Văn Hoàng đế                 | Lê Nguyên Long 黎元龍, Lê Lân 黎麟          | 1433-1442 | Thiệu Bình (1434-1439) Đại Bảo (1440-1442)   | Hựu Lăng       | Tuyên Từ Văn Hoàng hậu Quang Thục Văn Hoàng hậu                            |
| Nhân Tông  | Khâm Văn Nhân Hiếu Tuyên Minh Thông Duệ Tuyên Hoàng đế                                                                 | Lê Bang Cơ, Lê Tuấn 黎濬, Lê Cơ Long 黎基隆 | 1442-1459 | Thái Hòa (1443-1453) Diên Ninh (1454-1459)   | Nguyên Lăng    |                                                                            |
|            | Lệ Đức hầu | Lê Nghi Dân, Lê Tông 黎琮                   | 1459-1460 | Thiên Hưng (1459-1460)                       |                |                                                                            |
| Thánh Tông | Sùng Thiên Quảng Vận Cao Minh Quang Chính Chí Đức Đại Công Thánh Văn Thần Vũ Đạt Hiếu Thuần Hoàng đế                   | Lê Tư Thành, Lê Hạo 黎灝                    | 1460-1497 | Quang Thuận (1460-1469) Hồng Đức (1470-1497) | Chiêu Lăng     | Huy Gia Thuần Hoàng hậu Nhu Huy Hoàng hậu                                  |
| Hiến Tông  | Thể Thiên Ngưng Đạo Mậu Đức Chí Chiêu Văn Thiệu Vũ Tuyên Triết Khâm Thành Chương Hiếu Duệ Hoàng đế                     | Lê Tranh 鏳 (Lê Tăng) (Lê Huy 暉)           | 1497-1504 | Cảnh Thống                                   | Dụ Lăng        | Trang Thuận Duệ Hoàng hậu Chiêu Nhân Duệ Hoàng hậu Từ Trinh Liêm Hoàng hậu |
| Túc Tông   | Chiêu Nghĩa Hiển Nhân Ôn Cung Uyên Mặc Đôn Hiếu Doãn Cung Khâm Hoàng đế                                                | Lê Thuần, Lê Khiên 𣽲, Lê Kính Phủ 敬甫     | 1504      | Thái Trinh                                   | Kinh Lăng      |                                                                            |
|            | Uy Mục Đế | Lê Tuấn (Lê Huyên), Lê Nghị 誼, Lê Tuyền 璿 | 1505-1509 | Thái Trinh Đoan Khánh                        | An Lăng        | Trần Hoàng hậu                                                             |
|            | Tương Dực Đế | Lê Oanh, Lê Trửu 晭, Lê Oanh 瀅             | 1510-1516 | Hồng Thuận                                   | Nguyên Lăng    | Khâm Đức Hoàng hậu                                                         |
|            | | Lê Quang Trị                                | 1516      |                                              |                |                                                                            |
| Chiêu Tông | Thần Hoàng đế | Lê Y, Lê Huệ 譓                             | 1516-1522 | Quang Thiệu                                  | Vĩnh Hưng Lăng | Gia Khánh hoàng hậu                                                        |
|            | | Lê Bảng                                     | 1518-1519 | Đại Đức                                      |                |                                                                            |
|            | | Lê Do                                       | 1519      | Thiên Hiến                                   |                |                                                                            |
|            | Cung Hoàng đế | Lê Xuân (Lê Lự), Lê Khoáng 懬               | 1522-1527 | Thống Nguyên                                 | Hoa Dương Lăng | Nguyễn Quý phi Đào Quý phi                                                 |

### Các Hoàng đế
- Lê Lợi
- Lê Nguyên Long
- Lê Bang Cơ
- Lê Nghi Dân
- Lê Tư Thành
- Lê Tranh
- Lê Thuần
- Lê Tuấn
- Lê Oanh
- Lê Quang Trị
- Lê Y
- Lê Bảng
- Lê Do
- Lê Xuân

### Các Hoàng hậu
- Phạm Thị Ngọc Trần
- Nguyễn Thị Anh
- Ngô Thị Ngọc Dao
- Nguyễn Thị Hằng
- Nguyễn Thị Hoàn
- Nguyễn Thị Cận
- Mai Ngọc Đỉnh
- Trần Thị Tùng
- Nguyễn Thị Đạo
- Phạm Thị Ngọc Quỳnh